# Александр I
Алекса́ндр I Павлович (в дореволюционной историографии — Алекса́ндр Благослове́нный, 12 (23) декабря 1777, Санкт-Петербург — 19 ноября (1 декабря) 1825, Таганрог) — император Всероссийский (с 12 (24) марта 1801 года), великий князь Финляндский (с 1809 года), царь Польский (с 1815 года) из династии Гольштейн-Готторп-Романовых; старший законный сын Павла I и старший брат Николая I, внук Екатерины II.
В начале правления провёл умеренно-либеральные реформы, разработанные Негласным комитетом и Михаилом Сперанским. Во внешней политике лавировал между Великобританией и Францией. В 1805—1807 годах участвовал в антифранцузских коалициях. В 1807—1812 годах временно сблизился с Францией. Вёл успешные войны с Турцией (1806—1812), Персией (1804—1813) и Швецией (1808—1809). При Александре I к России присоединены территории Восточной Грузии (1801), Финляндии (1809), Бессарабии (1812), бывшего герцогства Варшавского (1815). После Отечественной войны 1812 года возглавил в 1813—1814 годах антифранцузскую коалицию. Победитель Наполеона I Бонапарта: 31 марта 1814 года коалиционные войска под предводительством Александра I вступили в Париж. Был одним из руководителей Венского конгресса 1814—1815 годов и основателей Священного союза.
В последние годы жизни нередко говорил о намерении отречься от престола и «удалиться от мира», что после его неожиданной смерти в Таганроге породило легенду о «старце Фёдоре Кузьмиче». Согласно этой легенде, в Таганроге умер и затем был похоронен не Александр, а его двойник, в то время как император ещё долго жил старцем-отшельником и скончался в 1864 году.

## Рождение и имя
Александр родился в 11 часов 12 (23) декабря 1777 года в Зимнем дворце. Он был первым ребёнком в семье наследника престола великого князя Павла Петровича и великой княгини Марии Фёдоровны.
В связи с рождением великого князя в газете «Санкт-Петербургские ведомости» от 12 (23) декабря 1777 года опубликовано сообщение:

Сего Декабря 12 числа предъ полуднемъ въ 11 часовъ, Ея Императорское Высочество Государыня Великая Княгиня МАРIЯ ѲЕОДОРОВНА благополучно разрѣшилась отъ бремени. И какъ въ началѣ ЕЯ ИМПЕРАТОРСКОЕ ВЕЛИЧЕСТВО, такъ весъ Дворъ и вся Имперiя обрадованы рожденiемъ Его Императорскаго Высочества Государя Великаго Князя, которому наречено имя АЛЕКСАНДРЪ, то о семъ Великомъ благополучномъ произшествiи объявлено тотчасъ поднятiемъ на Городу Штандарта, и 201 пушечнымъ выстрѣлом с обоихъ Крѣпостей.

Одного из своих внуков Екатерина II назвала Константином в честь Константина I Великого, другого — Александром в честь Александра Невского. Этим выбором имён выражалась надежда, что Константин освободит Константинополь от турок, а новоявленный Александр Македонский станет государем новой империи. На престоле предполагавшейся к воссозданию Греческой империи она хотела видеть Константина.

«Вы говорите, — писала Екатерина барону Ф. М. Гримму, — что ему предстоит выбрать, кому подражать: герою (Александру Македонскому) или святому (Александру Невскому). Вы, по-видимому, не знаете, что наш святой был героем. Он был мужественным воином, твёрдым правителем и ловким политиком и превосходил всех остальных удельных князей, своих современников… Итак, я согласна, что у господина Александра есть лишь один выбор, и от его личных дарований зависит, на какую он вступит стезю — святости или героизма».

«Тем самым уже выбором имени Екатерина предрекала внуку великое будущее и готовила его к монаршему призванию, чему должно было способствовать, по её мнению, прежде всего военизированное и ориентированное на античные образцы воспитание». Имя «Александр» не было типичным для Романовых — до этого так лишь единожды был крещён рано умерший сын Петра Великого. Однако после Александра I оно прочно вошло в романовский именослов.
Гавриил Державин откликнулся на рождение Александра известным стихотворением «На рождение в Севере порфирородного отрока»: «В это время, столь холодно, Как Борей был разъярён, Отроча порфирородно В царстве Северном рождён…».

## Детство, образование и воспитание
Вырос при интеллектуальном дворе Екатерины Великой; воспитатель — швейцарец-якобинец Фредерик Сезар Лагарп ознакомил его с принципами гуманности Руссо, военный учитель Николай Салтыков — с традициями русской аристократии, отец передал ему своё пристрастие к военному параду и научил его совмещать душевную любовь к человечеству с практической заботой о ближнем. Екатерина II считала своего сына Павла неспособным занять престол и планировала возвести на трон Александра, минуя его отца.

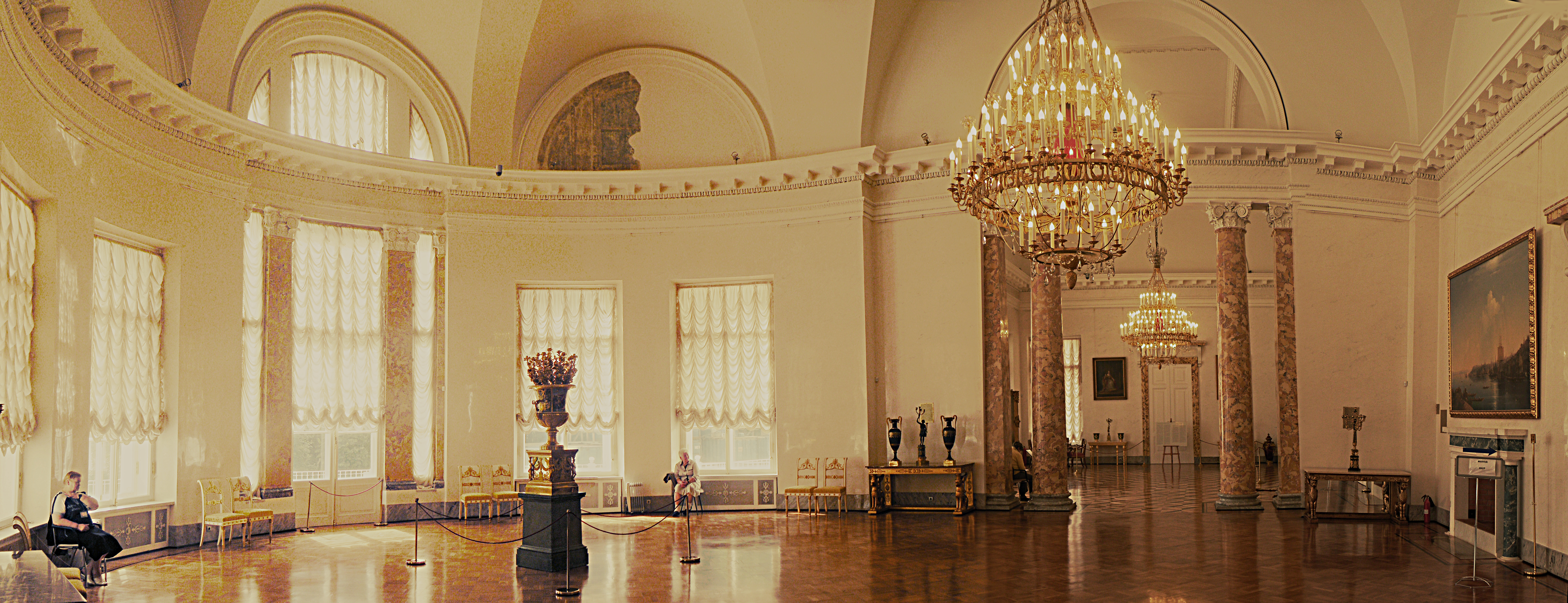
Один из залов Александровского дворца, построенного Екатериной для внука

Многими чертами своего характера Александр был обязан бабушке, которая отобрала сына у матери и определила ему жить в Царском Селе, подле себя, вдалеке от родителей, которые проживали в своих дворцах (в Павловске и Гатчине) и редко появлялись при «большом дворе». Впрочем, ребёнок, как это видно из всех отзывов о нём, был мальчиком ласковым и нежным, так что общаться с ним для царственной бабушки было огромным удовольствием.
Юный Александр обладал умом и дарованиями, разделял либеральные идеи, но был ленивым, самолюбивым и поверхностным в усвоении знаний, не умея сосредоточиться на длительной и серьёзной работе.
17 (28) сентября 1793 года женился на дочери маркграфа Баденского Луизе Марии Августе (Luise Marie Auguste von Baden), принявшей имя Елизаветы Алексеевны. Некоторое время проходил военную службу в гатчинских войсках, сформированных его отцом; здесь у него развилась глухота левого уха «от сильного гула пушек». 7 (18) ноября 1796 года, на следующий день после воцарения Павла I, был произведён в полковники гвардии.
В 1797 году Александр был петербургским военным губернатором, шефом гвардейского Семёновского полка, командующим столичной дивизией, председателем комиссии по поставкам продовольствия и выполнял ряд других обязанностей. С 1798 года он, кроме того, председательствовал в военном парламенте, а начиная со следующего года заседал в Сенате.

## Правление

### Восшествие на престол

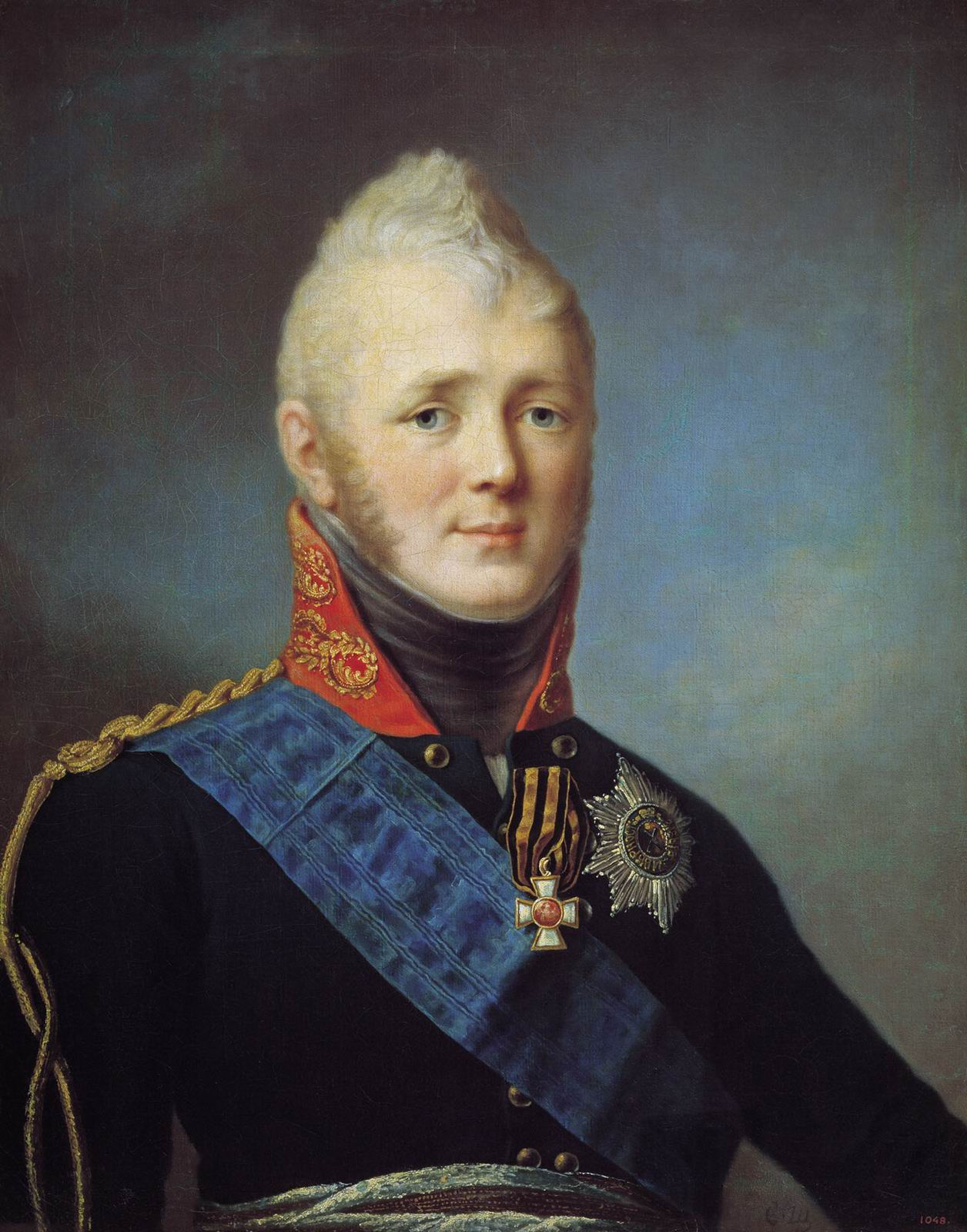
С. С. Щукин. Император Александр Павлович

Газета «Санкт-Петербургские Ведомости», № 24 от 15 марта 1801 г.

В царствование Павла наследник любил вслух предаваться мечтам о том, как он, дав народу конституцию, покинет престол, чтобы проводить свои дни в покое в скромной лачуге на берегу Рейна. Лёгкое фрондёрство против отца обеспечило ему расположение высшего дворянства. Общество искренне приветствовало приход к власти молодого, красивого и либерально настроенного императора. «Дней Александровых прекрасное начало» было отмечено всеобщим оптимизмом.
Многие биографы Александра допускают, что он был осведомлён о намерении высшего дворянства свергнуть отца, но не допускал мысли о цареубийстве.
В ночь на 12 (24) марта 1801 года Александр с женой не спали и были одеты для соответствующего событию выхода на люди, что косвенно подтверждает осведомлённость Александра о планах заговорщиков. В первом часу ночи граф П. А. Пален появился в Михайловском замке и сообщил Александру об убийстве отца. Выслушав Палена, Александр зарыдал. Граф Пален по-французски ему сказал: «Хватит ребячиться, ступайте царствовать!». Александр вышел на балкон, чтобы показаться войскам, и сказал: «Батюшка скончался апоплексическим ударом. Всё при мне будет как при бабушке».
Уже в манифесте от 12 марта 1801 года новый император принял на себя обязательство управлять народом «по законам и по сердцу в Бозе почивающей августейшей бабки нашей государыни императрицы Екатерины Великой». В указах, как и в частных беседах, император выражал основное правило, которым он будет руководствоваться: на место личного произвола деятельно водворять строгую законность. Император не раз указывал на главный недостаток, которым страдал русский государственный порядок. Этот недостаток он называл «произволом нашего правления». Для его устранения необходимо было разработать фундаментальные законы, которых ещё почти не было в России. Именно в таком направлении велись преобразовательные опыты первых лет.
В течение месяца Александр помиловал 156 опальных дворян (в том числе А. П. Ермолова и др.), помилованный ещё его отцом Александр Радищев получил полную свободу и был из своего имения вызван в Петербург и назначен членом Комиссии для составления законов,  разрешил вернуться на службу 12 тысячам чиновникам и офицерам  ранее уволенных Павлом, снял запрет на ввоз различных товаров и продуктов в Россию (в том числе книг и музыкальных нот), объявил амнистию беглецам, укрывшимся за границей, восстановил дворянские выборы в губернские собрания, освободил священников и дьяконов от телесных наказаний, восстановил денежные пособия на содержание ведущих научных учреждений — Вольного экономического общества (5 тыс. рублей) и Российской академии (6 тыс. рублей) и т. д. 2 апреля восстановил действие Жалованной грамоты дворянству и городам, ликвидировал Тайную канцелярию.
Ещё до восшествия Александра на престол вокруг него сплотилась группа «молодых друзей» (граф П. А. Строганов, граф В. П. Кочубей, князь А. А. Чарторыйский, Н. Н. Новосильцев), которые с 1801 года стали играть важную роль в управлении государством. Уже в мае Строганов предложил молодому царю образовать негласный комитет и в нём обсуждать планы государственного преобразования. Александр охотно согласился, и друзья шутя называли свой тайный комитет Комитетом общественного спасения.
В области внешней политики были приняты срочные меры по нормализации расстроенных отношений с «великими державами». Уже 5 (17) июня 1801 года в Петербурге была подписана русско-английская конвенция, завершившая межгосударственный кризис, а 10 мая была восстановлена русская миссия в Вене. 29 сентября (11 октября) 1801 года был подписан мирный договор с Францией, и в тот же день заключена секретная конвенция.
Александр был коронован 15 (27) сентября 1801 года в Успенском соборе митрополитом Платоном; было использовано то же чинопоследование коронования, что и при Павле I, но отличием было то, что императрица Елизавета Алексеевна «при короновании своём не становилась пред своим супругом на колени, а стоя приняла на свою голову корону».

### Внутренняя политика

#### Либеральные реформы

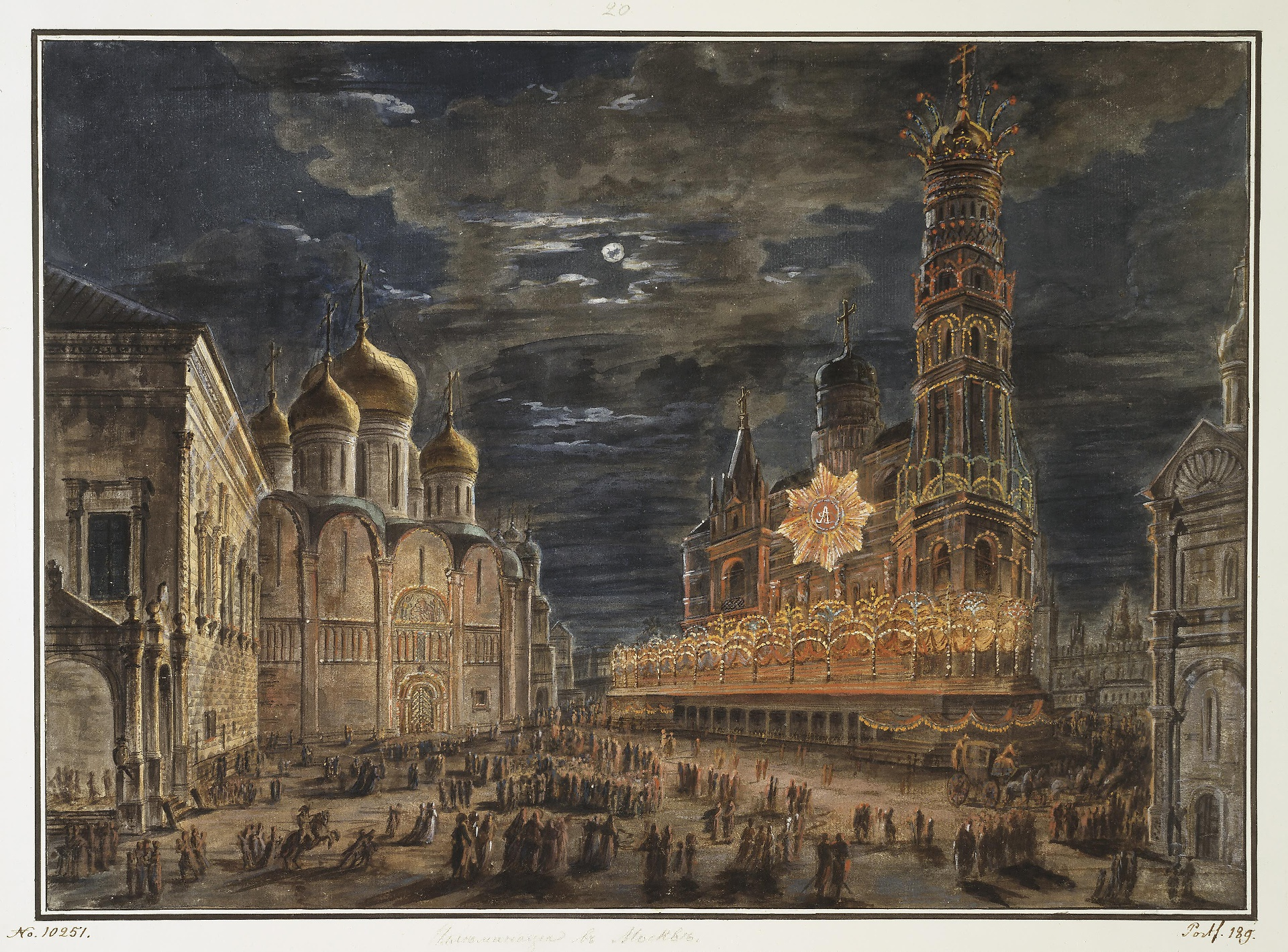
Ф. Я. Алексеев. Иллюминация на Соборной площади в честь венчания на царство Александра I.

С первых дней нового царствования императора окружили молодые люди, которых он призвал помогать ему в преобразовательных работах. Они составили т. н. Негласный комитет. В 1801—1803 годы была проведена реформа высших органов государственной власти. При императоре был создан законосовещательный орган, до 1810 года именовавшийся Непременным советом, а затем преобразованный в Государственный совет. В попытке ослабить крепостное право Негласный комитет подготовил в 1803 году «Указ о вольных хлебопашцах».
Несмотря на прекраснодушные порывы и сетования по поводу крепостного права, государственная деятельность молодого Александра не выходила за рамки просвещённого абсолютизма екатерининского образца. Отличительной чертой этой идеологии является упор на расширении народного просвещения. При Александре к существующему Московскому университету добавилось несколько новых высших и привилегированных средних учебных заведений (лицеев), включая знаменитый Царскосельский лицей, позднее переименованный в Александровский. В 1804 году были изданы первые в России цензурный и университетский уставы: высшие учебные заведения получали определённую автономию.
В 1803 году Александр распустил Негласный комитет и возложил реформирование империи на плечи талантливого правоведа из низов — М. М. Сперанского. Под его руководством была проведена министерская реформа, заменившая архаичные петровские коллегии министерствами.
В 1808—1809 годах Сперанский разработал план всеобъемлющего переустройства империи, предполагающий создание выборного представительного органа и разделение властей. Проект встретил упорное противодействие сенаторов, министров и других высших сановников. Перед глазами у Александра был пример отца, уничтоженного элитой, которой он упорно противостоял. Уже одобрив и начав осуществление проекта Сперанского, государь уступил давлению приближённых и отложил реформы до лучших времён.
6 августа 1809 года был издан указ «О правилах производства в чины по гражданской службе и об испытаниях в науках для производства в коллежские асессоры и статские советники». Он предусматривал, что условием производства в чин коллежского асессора (VIII класс), наряду с выслугой и одобрением начальства, стало обучение в одном из университетов Российской империи или сдача там специального экзамена. Для производства в статские советники (V класс) обязательными условиями были названы: десятилетняя выслуга «с ревностию и усердием»; не менее чем двухгодичное пребывание в одной из поименованных должностей (советника, прокурора, правителя канцелярии или начальника определённой штатом экспедиции); одобрение начальства; успешное обучение в университете или сдача соответствующего экзамена, подтверждённые аттестатом.
В прославленной речи по случаю открытия польского сейма (1818) Александр вновь обещал дать конституционное устройство всем своим подданным. Тайная разработка проектов конституции и крестьянской реформы продолжалась в его окружении до конца 1810-х годов, хотя к 1812 году император уже потерял былой интерес к реформированию и отправил Сперанского в ссылку. Преобразования продолжались лишь в западных провинциях империи, где они не встречали столь ожесточённого сопротивления дворянства: так, крестьяне Прибалтики были освобождены от личной крепостной зависимости, полякам была дарована конституция, финнам — гарантирована незыблемость конституционного закона 1772 года.
В целом, александровские преобразования, от которых в обществе ожидали столь многого, оказались верхушечными и, увязнув в компромиссах между дворянскими группировками, не повлекли сколько-нибудь существенной перестройки государственного устройства.

#### Военная реформа

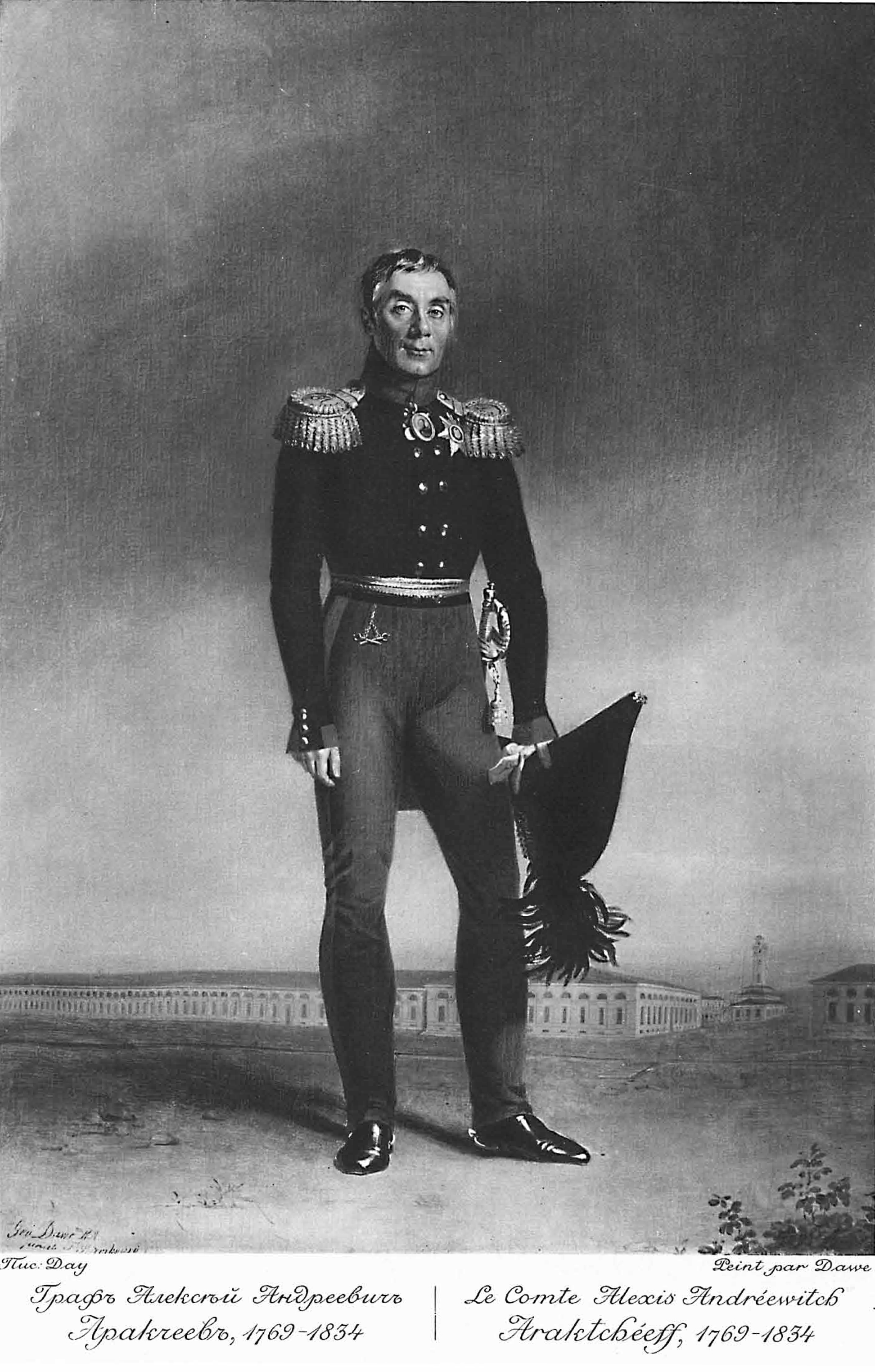
Джордж Доу. Граф А. А. Аракчеев, идеолог военных поселений.

Если первая половина царствования Александра прошла под знаком либеральных преобразований, то во второй половине упор сместился на заботы о государственной безопасности и «закручивании гаек». Наполеоновские войны убедили императора, что в условиях рекрутских наборов Россия не в состоянии быстро увеличивать численность армии в военное время и сокращать её с наступлением мира. Военный министр Аракчеев приступил к разработке военной реформы.
В конце 1815 года предполагаемые преобразования окончательно приняли форму военных поселений. Аракчеев планировал создать новое военно-земледельческое сословие, которое своими силами могло бы содержать и комплектовать постоянную армию без отягощения бюджета страны; численность армии сохранялась бы на уровне военного времени. С одной стороны, это позволяло освободить население страны от постоянной повинности содержания армии, с другой стороны — позволяло оперативно прикрыть от возможного вторжения западное пограничное пространство.
Первый опыт внедрения военных поселений был получен в 1810—1812 годах на резервном батальоне Елецкого мушкетёрского полка, размещённого в Бобылёвском старостве Климовского уезда Могилёвской губернии. В августе 1816 года началась подготовка к переводу войск и жителей других губерний в разряд военных поселян. В 1817 году были введены поселения в Новгородской, Херсонской и Слободско-Украинской губерниях.
Вплоть до конца царствования Александра I продолжается рост числа округов военных поселений, постепенно окружавших границу империи от Балтики до Чёрного моря. К 1825 году в военных поселениях насчитывалось 169 828 солдат регулярной армии и 374 000 государственных крестьян и казаков. Эти поселения, вызывавшие острую критику в верхах и недовольство в низах, были упразднены лишь в 1857 году, с началом «великих реформ». К этому времени в них насчитывалось 800 000 человек населения.

#### Формы оппозиции
Введение военных поселений встретило упорное сопротивление со стороны крестьян и казаков, обращаемых в военных поселян. Летом 1819 года вспыхнуло восстание в Чугуеве близ Харькова. В 1820 году крестьяне взволновались на Дону: 2556 селений было охвачено бунтом.
16 (28) октября 1820 года головная рота Семёновского полка подала просьбу отменить введённые жёсткие порядки и сменить полкового командира. Роту обманом завели в манеж, арестовали и отправили в казематы Петропавловской крепости. За неё вступился весь полк. Полк был окружён военным гарнизоном столицы, а затем в полном составе отправлен в Петропавловскую крепость. Первый батальон был предан военному суду, приговорившему зачинщиков к прогнанию сквозь строй, а остальных солдат к ссылке в дальние гарнизоны. Другие батальоны были раскассированы по различным армейским полкам.
Под влиянием Семёновского полка началось брожение в других частях столичного гарнизона: распространялись прокламации. В 1821 году в армии вводится тайная полиция. 1 (13) августа 1822 года вышел указ о запрете тайных организаций и масонских лож.
По мере отказа Александра от политики реформ и смещения его взглядов в сторону реакции формируются тайные офицерские организации, получившие в историографии название декабристских: в 1816 году было создано тайное общество — «Союз Спасения», состоявший из 30 офицеров, участников войны с Наполеоном, резко критиковавших Александра I за прекращение либеральных реформ и настаивавших на основных демократических свободах. В 1818 году на основе этого сообщества формируется «Союз благоденствия», насчитывавший более 200 человек и настроенный более решительно (ликвидация самодержавия, крепостного права и т. д.).
В 1821 году «Союз благоденствия» объявил о самороспуске, а на его основе были созданы «Северное» и «Южное» тайные общества, лидеры которых имели программы революционных преобразований (см. «Русская правда» Пестеля и «Конституция» Муравьёва). Они надеялись захватить власть путём военного переворота в столице (Северное общество) и поддержки его в провинции (Южное общество). После загадочной смерти Александра I и образовавшегося междуцарствия Северное и Южное общества решили выступить против нового императора Николая I, что привело к открытому восстанию в декабре 1825 года.

### Внешняя политика

#### Война третьей коалиции

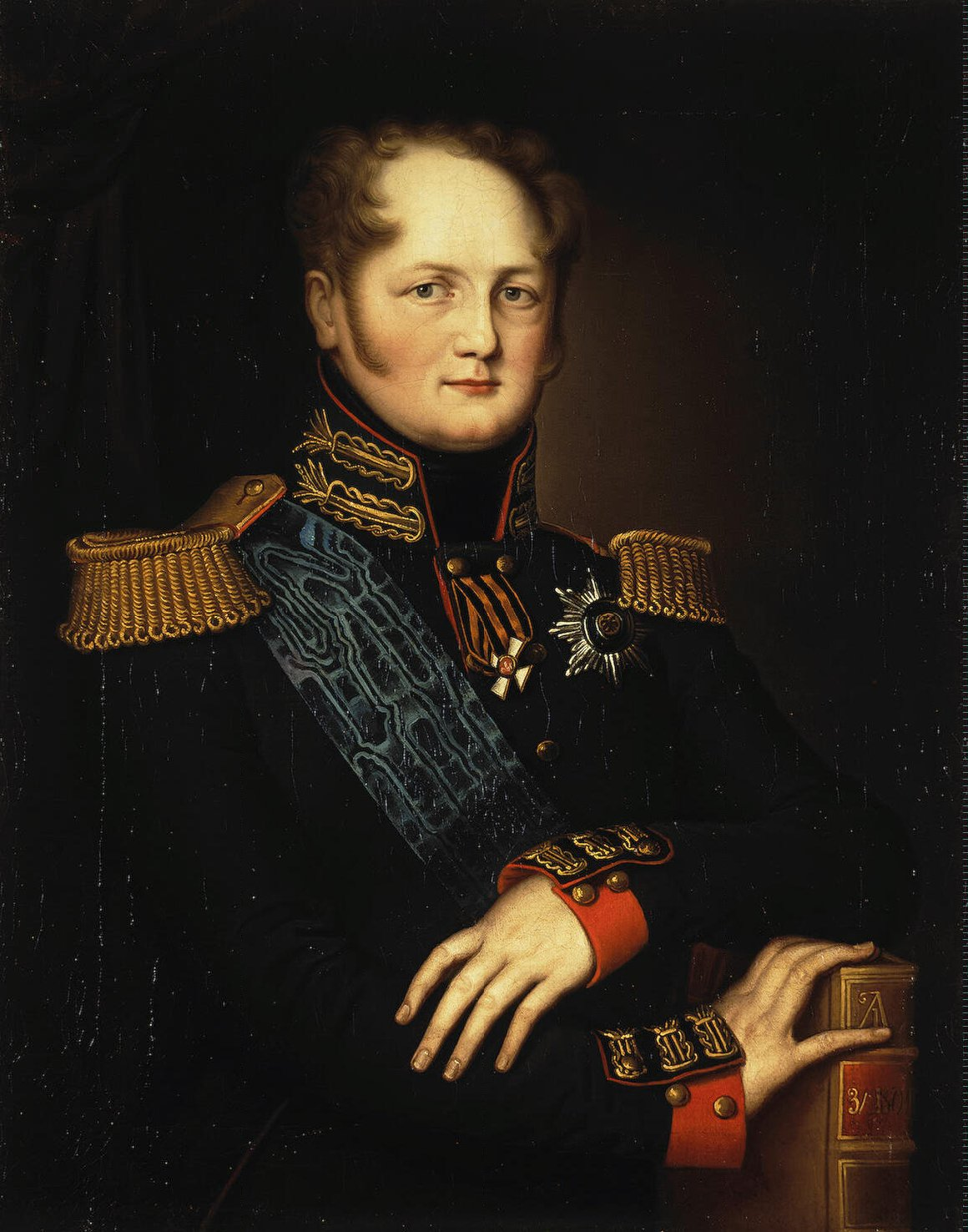
Александр I

В 1805 году путём заключения ряда трактатов была фактически оформлена новая антифранцузская коалиция, и 9 сентября того же года Александр отбыл в действующую армию. Хотя командующим значился М. И. Кутузов, фактически главную роль в принятии решений стал играть Александр. Император несёт главную ответственность за разгром русско-австрийской армии при Аустерлице: он, несмотря на совет М. И. Кутузова принял решение начать бой не дождавшись подкреплений, чем обрёк русскую армию на поражение. Тем не менее в отношении ряда генералов были приняты серьёзные меры: генерал-лейтенант А. Ф. Ланжерон был уволен от службы, генерал-лейтенант И. Я. Пржибышевский и генерал-майор И. А. Лошаков отданы под суд, был лишён отличий Новгородский мушкетёрский полк.
22 ноября (4 декабря) 1805 было заключено перемирие, по которому русские войска должны были покинуть австрийскую территорию. 8 (20) июня 1806 года в Париже был подписан русско-французский мирный трактат. В сентябре 1806 Пруссия начала войну против Франции, а 16 (28) ноября 1806 года Александр объявил о выступлении Российской империи против Франции. 16 (28) марта 1807 года Александр выехал к армии через Ригу и Митаву и 5 апреля прибыл в Главную квартиру генерала Л. Л. Беннигсена. В этот раз Александр меньше, чем в прошлую кампанию, вмешивался в дела командующего. После поражения русской армии в войне он был вынужден пойти на мирные переговоры с Наполеоном.

#### Франко-русский союз
25 июня (7 июля) 1807 года Александр I заключил с Францией Тильзитский мир, по условиям которого признал территориальные изменения в Европе, обязался заключить перемирие с Турцией и вывести войска из Молдавии и Валахии, присоединиться к континентальной блокаде (разрыва торговых отношений с Англией), предоставить Наполеону войска для войны в Европе, а также выступить посредником между Францией и Великобританией. Англичане в ответ на Тильзитский мир бомбардировали Копенгаген и увели датский флот. 25 октября (6 ноября) 1807 года Александр объявил о разрыве торговых связей с Англией. В 1808—1809 годах русские войска успешно провели войну со Швецией, присоединив к Российской империи Финляндию. 15 (27) сентября 1808 года, Александр I встретился с Наполеоном в Эрфурте и 30 сентября (12 октября) 1808 подписал секретную конвенцию, согласно которой в обмен на Молдавию и Валахию обязался совместно с Францией действовать против Великобритании.

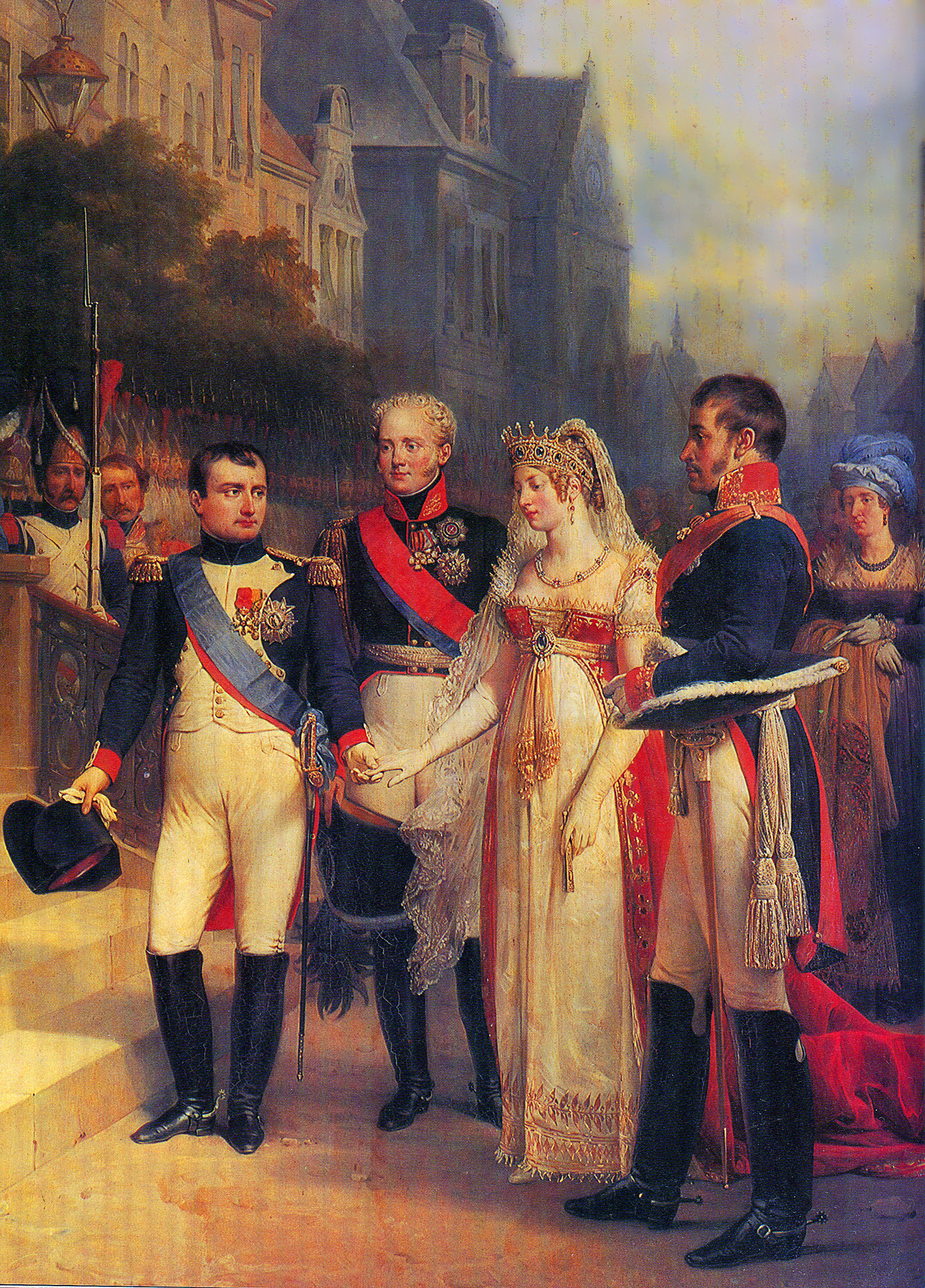
Н. Госс. Тильзитское свидание. Наполеон I, Александр I, Луиза Прусская, Фридрих Вильгельм III,

Во время франко-австрийской войны 1809 года Россия, как официальный союзник Франции, выдвинула к австрийским границам корпус генерала С. Ф. Голицына, который, однако, не вёл сколько-нибудь активных военных действий и ограничился ничего не значащими демонстрациями. В 1812 году произошёл разрыв союза с Францией.

#### Войны с другими странами
Причиной войны со шведами послужил отказ короля Швеции Густава IV Адольфа на предложение России присоединиться к антианглийской коалиции. 9 (21) февраля 1808 года войска Ф. Ф. Буксгевдена вторглись в Финляндию. 16 марта объявлена война.
Русские войска заняли Гельсингфорс (Хельсинки), осадили Свеаборг, взяли Аландские острова и Готланд, шведская армия была вытеснена на север Финляндии. Под давлением английского флота пришлось оставить Аланды и Готланд. Буксгевден по своей инициативе пошёл на заключение перемирия, которое не было утверждено императором.
В декабре 1808 года Буксгевдена сменил О. Ф. Кнорринг. Император Александр I повелел новому главнокомандующему перенести театр войны на шведский берег, пользуясь возможностью перебраться туда по льду. Кнорринг оттягивал исполнение плана и бездействовал до середины февраля. Александр I, крайне недовольный этим, послал в Финляндию военного министра, графа Аракчеева, который, прибыв 20 февраля в Або, настоял на скорейшем выполнении высочайшей воли. 1 марта армия переправилась через Ботнический залив тремя колоннами, главной командовал П. И. Багратион. 5 (17) сентября 1809 года в городе Фридрихсгаме был заключён мир:
- к России переходили Финляндия и Аландские острова (император Всероссийский стал ещё и Великим князем Финляндским);
- Швеция обязывалась расторгнуть союз с Англией и заключить мир с Францией и Данией, присоединиться к континентальной блокаде.

В 1806—1812 годах Россия вела войну против Турции, одновременно в 1804—1813 годах — войну с персами.

#### Отечественная война 1812 года
12 (24) июня 1812 года, когда «Великая армия» Наполеона начала вторжение в Россию, Александр находился на балу у генерала Беннигсена в имении Закрет под Вильной. Здесь он получил сообщение о начале войны. На следующий день был отдан приказ по армии:

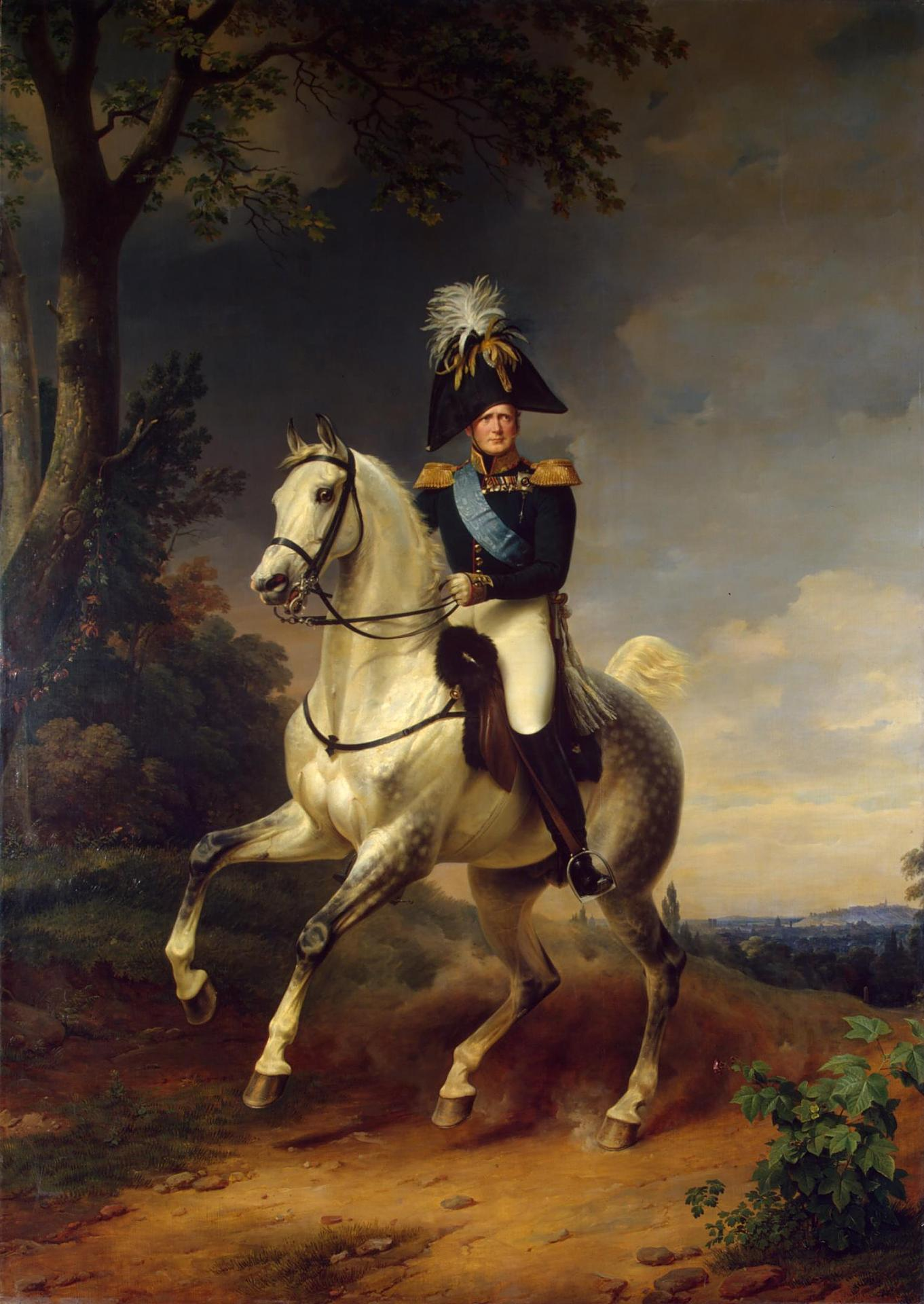
Ф. Крюгер. Портрет Александра I верхом на коне. 1837 год. Эрмитаж

Из давнего времени примечали МЫ неприязненные против России поступки Французского Императора, но всегда кроткими и миролюбивыми способами надеялись отклонить оные. Наконец, видя беспрестанное возобновление явных оскорблений, при всём НАШЕМ желании сохранить тишину, принуждены МЫ были ополчиться и собрать войска НАШИ; но и тогда, ласкаясь ещё примирением, оставались в пределах НАШЕЙ Империи, не нарушая мира, а быв токмо готовыми к обороне. Все сии меры кротости и миролюбия не могли удержать желаемого НАМИ спокойствия. Французский Император нападением на войска НАШИ при Ковне открыл первый войну. И так, видя его никакими средствами непреклонного к миру, не остаётся НАМ ничего иного, как призвав на помощь Свидетеля и Защитника правды, Всемогущего Творца небес, поставить силы НАШИ противу сил неприятельских. Не нужно МНЕ напоминать вождям, полководцам и воинам НАШИМ о их долге и храбрости. В них издревле течёт громкая победами кровь славян. Воины! Вы защищаете веру, Отечество, свободу. Я с вами. На начинающего Бог.

Тогда же издан манифест о начале войны с Францией, который заканчивался словами: «Я не положу оружия, доколе ни единого неприятельского воина не останется в царстве моём». Александр направил к Наполеону А. Д. Балашова с предложением начать переговоры при условии, что французские войска покинут пределы империи. 13 (25) июня отбыл в Свенцяны. Прибыв к действующей армии, он не объявил М. Б. Барклая-де-Толли главнокомандующим и тем самым принял на себя командование. Александр одобрил план оборонительных военных действий и запретил вести мирные переговоры до того времени, пока хотя бы один вражеский солдат оставался на русской земле.
Пребывание Александра и его свиты в Дрисском лагере сковывало военачальников и затрудняло принятие решений. В ночь на 7 (19) июля в Полоцке, вняв советам Аракчеева и Балашова, отбыл из армии в Москву, откуда вернулся в Петербург. После изгнания французских войск из пределов России 31 декабря 1812 (12 января 1813) года Александр выпустил манифест со словами: «Зрелище погибели войск его невероятно! Кто мог сие сделать?.. Да познаем в великом деле сём промысел Божий».

#### Заграничные походы русской армии. Венский конгресс

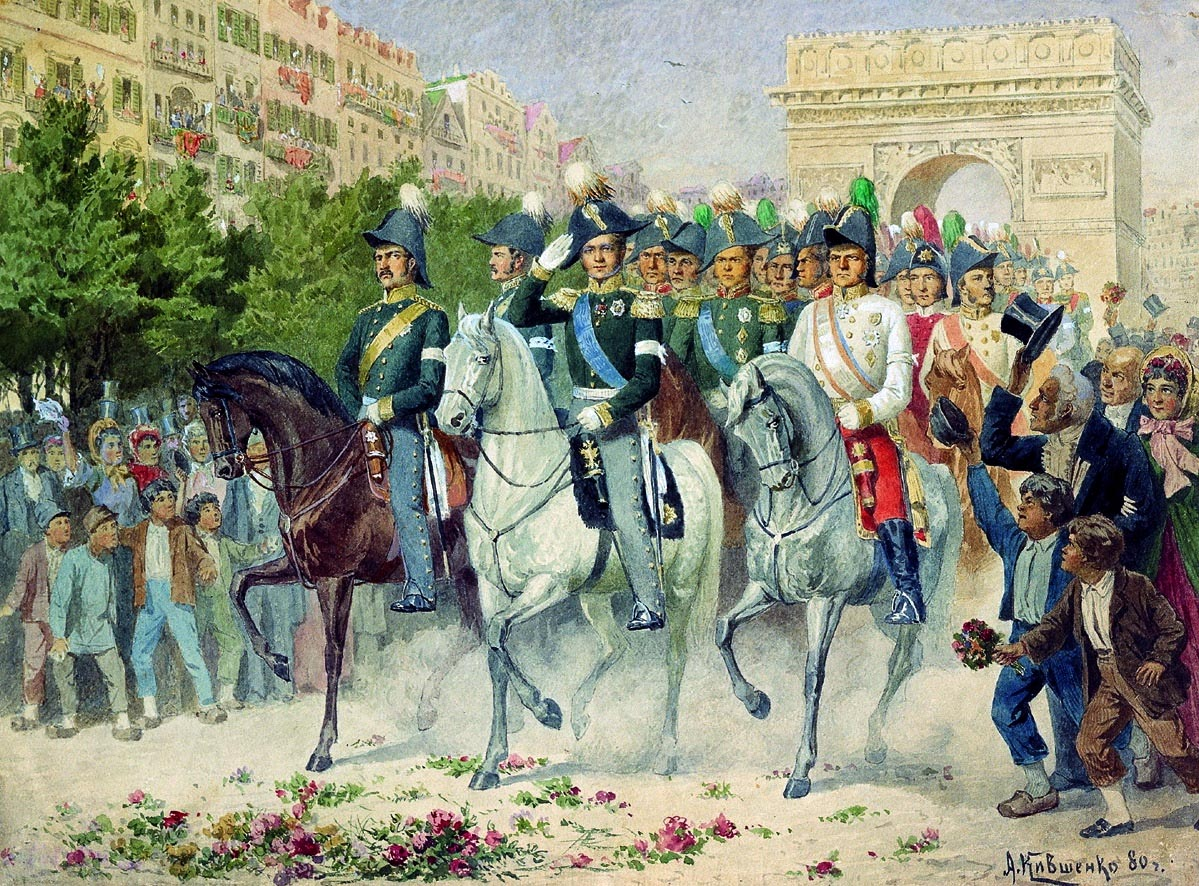
А. Кившенко. Вступление русских войск в Париж

Участвовал в разработке плана кампании 1813—1814 годов. Находился в штаб-квартире Главной армии и присутствовал при главных сражениях кампании 1813 и 1814 годов, возглавляя антифранцузскую коалицию. На следующий день после взятия Парижа, 31 марта (12 апреля) 1814 года, во главе союзных войск триумфально вступил в столицу Франции.
В 1815 году, обогнав на несколько переходов армию, прибыл в Париж и предотвратил подготовленный союзниками взрыв Венского моста, построенного в честь взятия Наполеоном Вены в 1806 году. Был одним из руководителей Венского конгресса (сентябрь 1814 — июнь 1815), установившего новый европейский порядок.
В августе 1815 года возле Вертю, на обширной равнине у горы Монт-Эме́ (фр. Mont Aimé) император провёл общий смотр российских войск перед их возвращением назад на родину (300 тыс. военных и 85 тыс. лошадей); смотр остался в памяти французов как огромный военный парад победителей окончательно разбитого Наполеона и его армии.

#### Расширение границ
За время правления Александра I территория Российской империи значительно расширилась: в российское подданство перешли Восточная и Западная Грузия, Финляндия, Бессарабия, большая часть Польши (образовавшая Царство Польское). Вхождение Финляндии в Россию по сути было актом по созданию национального государства, которого у финнов до этого не было — на Боргоском сейме в 1809 году Александр пообещал сохранить в неизменном виде основной закон страны, «конституцию», как он её назвал, принятый ещё в 1772 году. На императора России этим сеймом были возложены функции, которые до этого выполнял король Швеции, накануне отстранённый от власти. Окончательно установились западные границы империи.

## Оценки личности и результатов деятельности

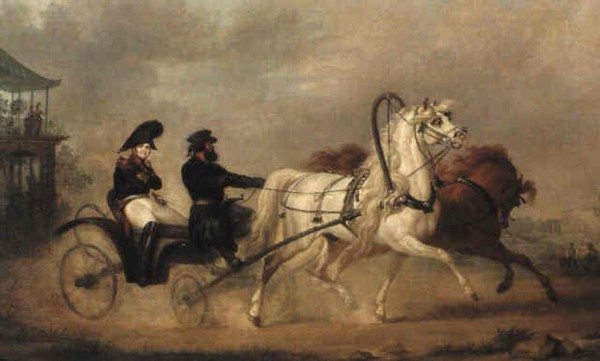
А. И. Зауервейд. Император Александр I и его знаменитый кучер Байков.

Аристократ и либерал, одновременно загадочный и открытый, Александр казался своим современникам тайной, которую каждый разгадывает по своему представлению. Наполеон называл его «изобретательным византийцем», северным Тальма, актёром, который способен играть любую заметную роль.
В юности Александр Павлович — высокий, стройный, красивый молодой человек с белокурыми волосами и голубыми глазами — был властителем сердец. Контраст с отцом казался современникам разительным. Получив прекрасное воспитание и блестящее образование, он свободно владел тремя европейскими языками. Последователь революционно настроенного Лагарпа считал себя «счастливой случайностью» на престоле царей и с сожалением говорил о «состоянии варварства, в котором находилась страна из-за крепостного строя», однако довольно скоро вошёл во вкус самодержавного правления. «Он был готов согласиться, — писал князь Чарторыйский, — что все могут быть свободны, если они свободно делали то, что он хотел».
По мнению Меттерниха, Александр I был умным и проницательным человеком, но «лишённым глубины». Он достаточно быстро и горячо увлекался различными идеями, но и легко менял свои увлечения. С детства Александр привык делать то, что нравилось и бабушке (Екатерине), и отцу (Павлу), в характерах которых было мало общего. «К противочувствиям привычен, в лице и жизни арлекин», — писал о нём Пушкин. Современные историки подтверждают справедливость этого наблюдения:
Александр жил на два ума, имел два парадных обличья, двойные манеры, чувства и мысли. Он научился нравиться всем — это был его врождённый талант, который красной нитью прошёл через всю его дальнейшую жизнь.
В. Ключевский говорил: «если бы сторонний наблюдатель, который имел случай ознакомиться с русским государственным порядком и с русской общественной жизнью в конце царствования Екатерины, потом воротился бы в Россию в конце царствования Александра и внимательно вгляделся бы в русскую жизнь, он не заметил бы, что была эпоха правительственных и социальных преобразований; он не заметил бы царствования Александра».
П. Вяземский написал об Александре I так:
Сфинкс, неразгаданный до гроба,

О нем и ныне спорят вновь;

В любви его роптала злоба,

А в злобе теплилась любовь.

Дитя осьмнадцатого века,

Его страстей он жертвой был:

И презирал он человека,

И человечество любил.

## Личная жизнь

### Женщины и дети

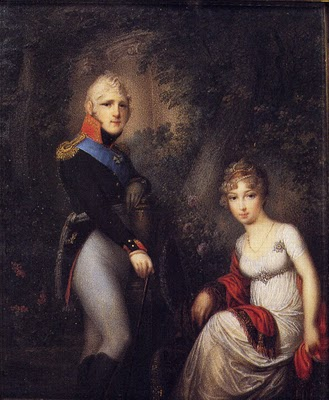
Венценосная чета

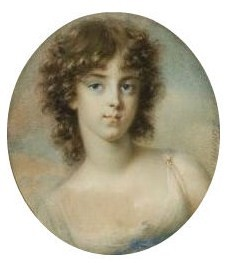
Жан-Урбен Герен. Софья Нарышкина, часто считающаяся внебрачной дочерью

Александра с юности связывали тесные и весьма личные отношения с его сестрой Екатериной Павловной. В 1793 году он женился на Луизе Марии Августе (1779—1826), дочери баденского маркграфа Карла Людвига, принявшей в православии имя Елизаветы Алексеевны. Супруги состояли в дальнем родстве: у них было два общих предка в пятом колене — маркграф Фридрих VII Баден-Дурлахский по отцовским линиям и маркграф Альбрехт II Бранденбург-Ансбахский по материнским линиям, также их общим предком был герцог Эберхард III Вюртембергский.
Обе их дочери умерли в раннем детстве:
- великая княжна Мария, 18 (29) мая 1799 года — 27 июля (8 августа) 1800 года[27];
- великая княжна Елизавета, 3 (15) ноября 1806 года — 30 апреля (12 мая) 1808 года[27].

Отношения Александра с супругой были весьма прохладными. В течение 15 лет он практически открыто состоял в связи с Марией Нарышкиной (в девичестве Четвертинской) и вынужден был порвать с ней, лишь убедившись в её неверности. После разрыва с Нарышкиной некоторое время встречался в Баболовском дворце с португалкой Софи Вельо, дочерью придворного банкира.
По некоторым оценкам, от Нарышкиной и других любовниц у Александра могло быть до 11 внебрачных детей; другие же биографы считают его бесплодным. Чаще всего его детьми называют Софью Нарышкину и генерала Николая Лукаша (внебрачный сын Софьи Всеволожской).
Александр был крёстным отцом будущей королевы Виктории (наречённой в честь царя Александриной Викторией) и архитектора Витберга, создавшего неосуществлённый проект храма Христа Спасителя.

### Религиозность и мистицизм

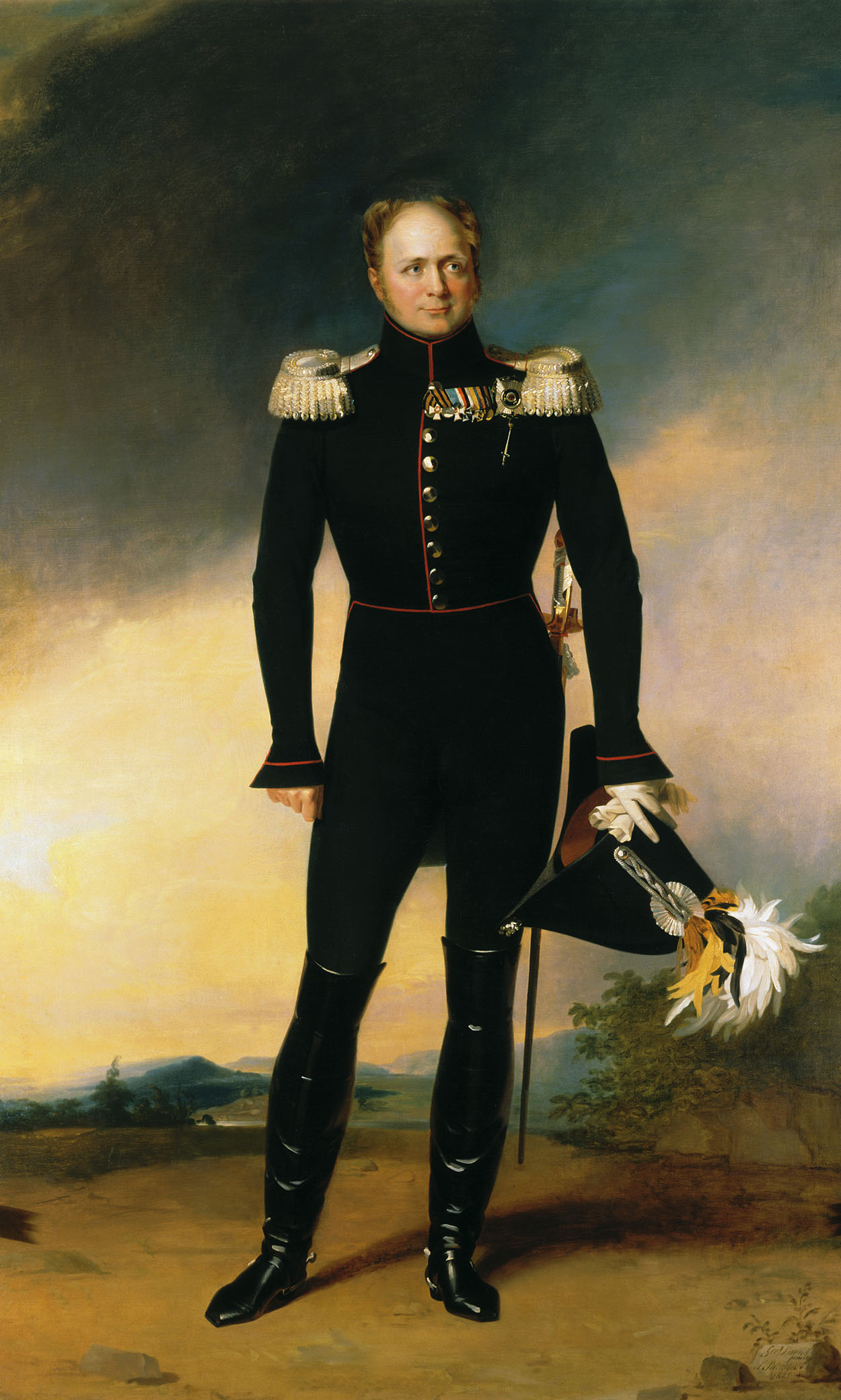
Джордж Доу. Портрет Александра I (1826)

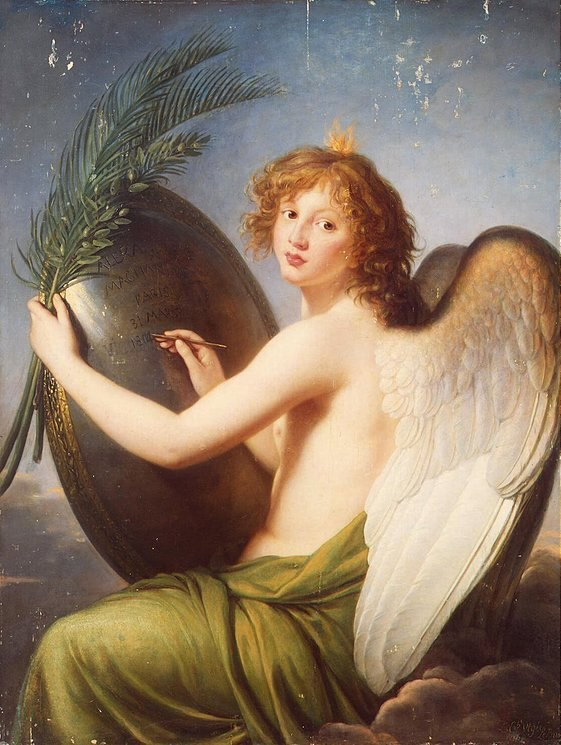
Элизабет Виже-Лебрен. Гений Александра I (1814)

В год нашествия Наполеона на Россию под влиянием всех потрясающих событий того времени Александр впервые стал живо интересоваться христианской религией. Летом 1812 года по совету своего давнего друга князя А. Н. Голицына он пристрастился к чтению Библии; особенно его волновали страницы Апокалипсиса. Этот пиетизм поощрял пожилой вдовец Р. А. Кошелев, которому император выделил комнату в Зимнем дворце. Когда французы хозяйничали в Москве и пылал Кремль, все трое часто молились вместе, образовав своего рода мистический союз.
В декабре того же года Голицын и Кошелев организовали Библейское общество, поощрявшее изучение и новые переводы священных текстов. В Россию устремились из Европы представители экзотических течений в христианстве — моравские братья, квакеры, баварские проповедники экстаза Линдль и Госнер. «Эта всеобщая тенденция к сближению с Христом Спасителем для меня составляет действительное наслаждение», — признавался император своим новым друзьям. Когда прибалтийские власти попытались затруднить отправление культа «инославцам», Александр вмешался лично:
К чему нарушать спокойствие существ, занимающихся только молитвами к Предвечному и никому не делающих зла? Какое Вам дело до того, кто как молится Богу! Лучше, чтобы молились каким бы то ни было образом, нежели вовсе не молились.
Во время пребывания в Европе в 1815 году Государя совершенно обворожила баронесса Крюденер. Эта «слезливая проповедница» из протестантов погрузила Александра в анализ движений своей мятущейся души; приехав в Россию, баронесса засыпала «державного послушника» обстоятельными письмами на мистические темы, полными витиеватых выражений и туманных заключений наряду с недвусмысленными просьбами о материальных выплатах. Между тем сектантка Татаринова, ещё недавно участвовавшая в радениях хлыстов и плясках скопцов, открыла в себе дар пророчества и с согласия Императора водворилась в Михайловском замке, куда на «пение кантат из простонародной речи» зачастил и министр духовных дел Голицын.
Такое «соединение всех вероисповеданий в лоне универсального христианства» объяснялось стремлением Императора приблизиться к истине путём невидимого общения с Божьим Промыслом; духовные обряды различных конфессий должны были объединиться на почве «всемирной истины». Неслыханная прежде в Российской империи атмосфера толерантности возмутила церковные власти, и в первую очередь влиятельного архимандрита Фотия. Он смог убедить в опасности, грозящей православию от высокопоставленных мистиков, любимого адъютанта Императора Ф. П. Уварова, а вслед за тем и Аракчеева, которого тоже начинало беспокоить неограниченное влияние голицынской клики. Главным «врагом православия и злокозненным иллюминатом» Фотий считал не Голицына, а Кошелева.
Обскуранты М. Л. Магницкий и Д. П. Рунич, считавшиеся правой рукой Голицына в министерстве просвещения и Библейском обществе, насаждали клерикализм в университетах и увольняли профессоров точных наук за «афеизм». Получая от них тайные доносы на «иллюминатов», Аракчеев не спеша собирал компромат против Голицына. Закулисная борьба продолжалась несколько лет и закончилась полной победой официальной церкви. По наущению Аракчеева и других близких к Императору лиц от двора были удалены баронесса Крюденер и Кошелев, все масонские общества попали под запрет и были распущены; в 1824 году принуждён был выйти в отставку и князь Голицын.

## Последние годы
В последние два года жизни, потеряв опору в виде Голицына и мистиков, Александр всё менее интересовался государственными делами, которые передоверил Аракчееву («аракчеевщина»). Он никак не реагировал на сообщения о распространении тайных обществ. Утомлённость бременем правления, апатия и пессимизм императора были таковы, что поговаривали о его намерении отречься от престола. Последний год жизни Александра был омрачён крупнейшим наводнением в столице. До конца жизни Александр сохранил страсть к путешествиям, заставившую его исколесить пол-России и пол-Европы, и умер вдали от своей столицы. За два года до смерти он распорядился составить секретный манифест (16 (28) августа 1823 года), в котором принял отречение брата Константина от престолонаследия и признал в качестве законного наследника младшего брата, Николая. Незадолго до поездки в Таганрог посетил старца Алексия (Шестакова) в Александро-Невской Лавре.

## Смерть

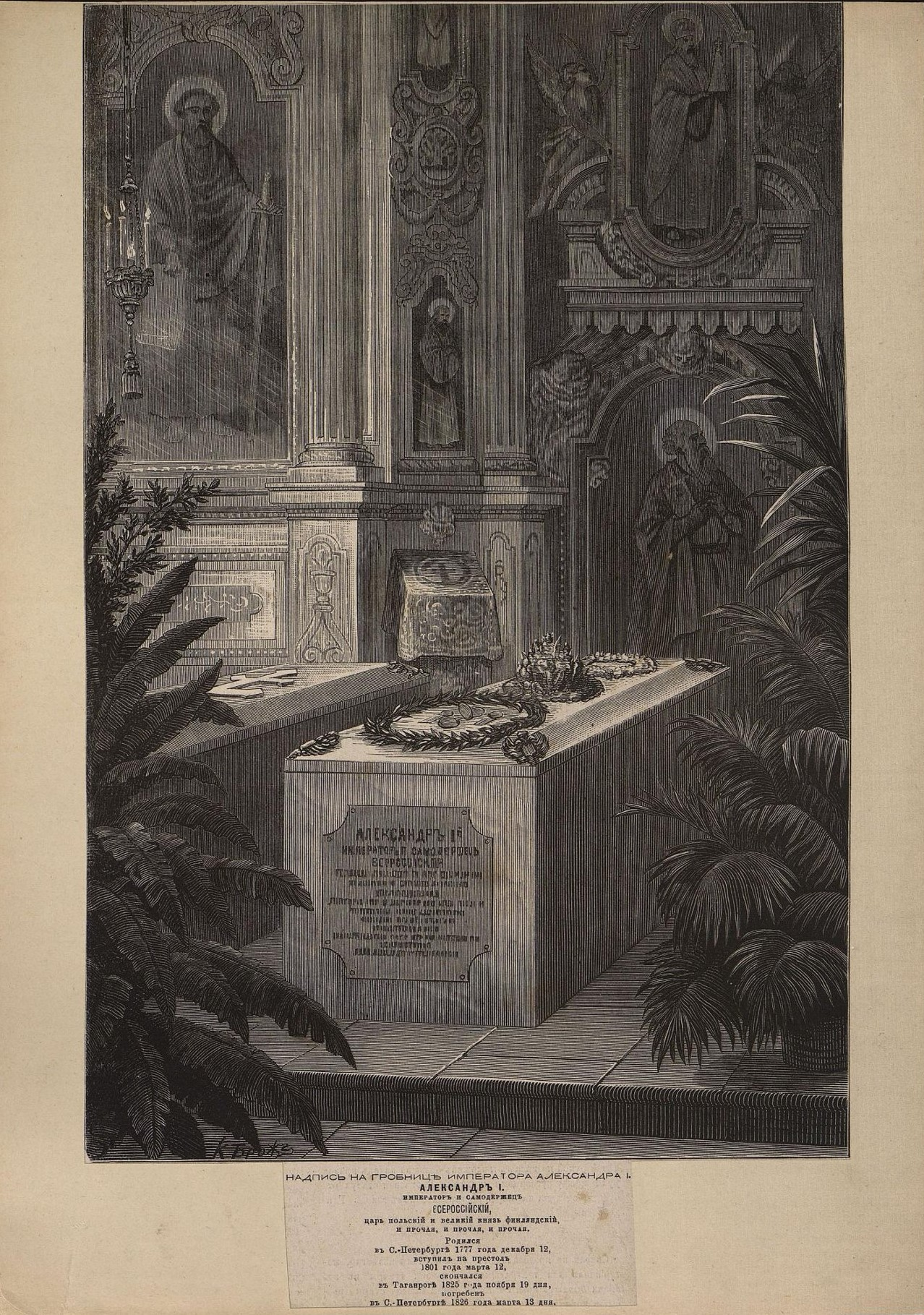
К. О. Брож. Гробница императора Александра I. (лит. конца XIX в.)

Умер Император Александр Павлович в возрасте 47 лет 19 ноября (1 декабря) 1825 года в Таганроге в доме градоначальника Папкова. Александр Пушкин написал эпитафию: «Всю жизнь свою провёл в дороге, простыл и умер в Таганроге». В доме, где умер Государь, был организован первый в России мемориальный музей его имени, просуществовавший до 1925 года.

### Официальная версия
Согласно официальной версии, легко одетый Александр I простудился в скальном монастыре Святого Георгия в Крыму, посещая сырое монастырское жильё. За этим последовали поездка в Севастополь и осмотр окрестностей Бахчисарая. Через какое-то время царь признался своим врачам, что плохо себя чувствует уже несколько дней, однако категорически отказался от лекарств и кровопускания. 15 ноября (по старому стилю) император исповедался и причастился — после того, как врач Виллие в присутствии императрицы сообщил ему о приближении смерти. Священник умолял императора исполнить все предписания врачей, но было поздно. Виллие записал 18 ноября: «Никакой надежды спасти моего обожаемого государя». Мучительная агония императора длилась почти двенадцать часов. 19 ноября (1 декабря по новому стилю), в 10 часов 50 минут император скончался. Императрица, не отходившая от больного, закрыла глаза супруга и подвязала ему подбородок своим платком.

### Слухи и легенды
Скоропостижная смерть императора, ранее почти никогда не болевшего, породила в народе массу слухов (Н. К. Шильдер в своей биографии императора приводит 51 мнение, возникшее в течение нескольких недель после смерти Александра). Один из слухов (40-й) сообщал, что избежавший покушения на свою жизнь «государь бежал под скрытием в Киев и там будет жить о Христе с душею и станет давать советы, нужные теперешнему государю Николаю Павловичу для лучшего управления государством».
Позднее, в 1830—1840-х годах, появилась легенда, что Александр, якобы измученный угрызениями совести (как соучастник убийства своего отца), инсценировал свою смерть вдалеке от столицы и начал скитальческую, отшельническую жизнь под именем старца Фёдора Кузьмича (умер 20 января (1 февраля) 1864 года в Томске). Эта легенда появилась уже при жизни сибирского старца и получила широкое распространение во второй половине XIX века.

### Александр I и старец Фёдор Кузьмич

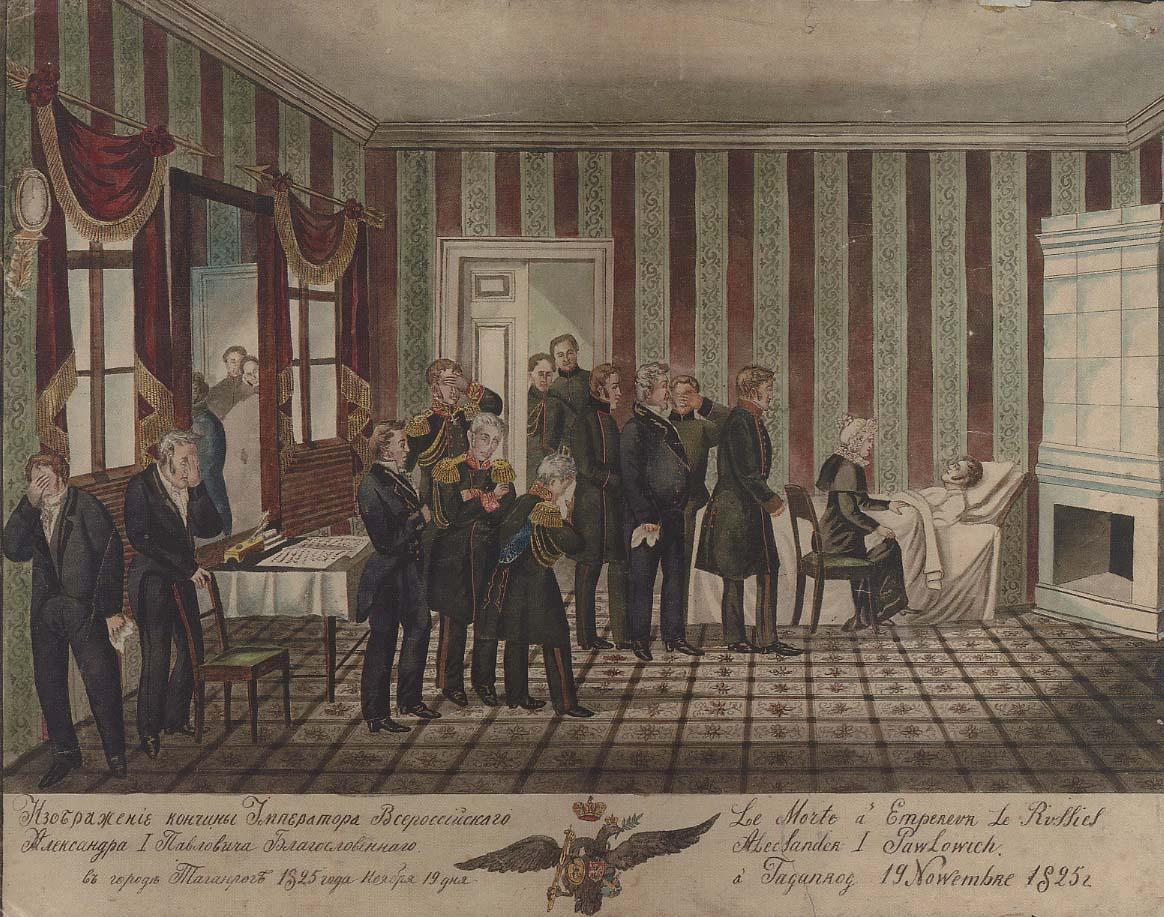
Смерть Александра I в Таганроге

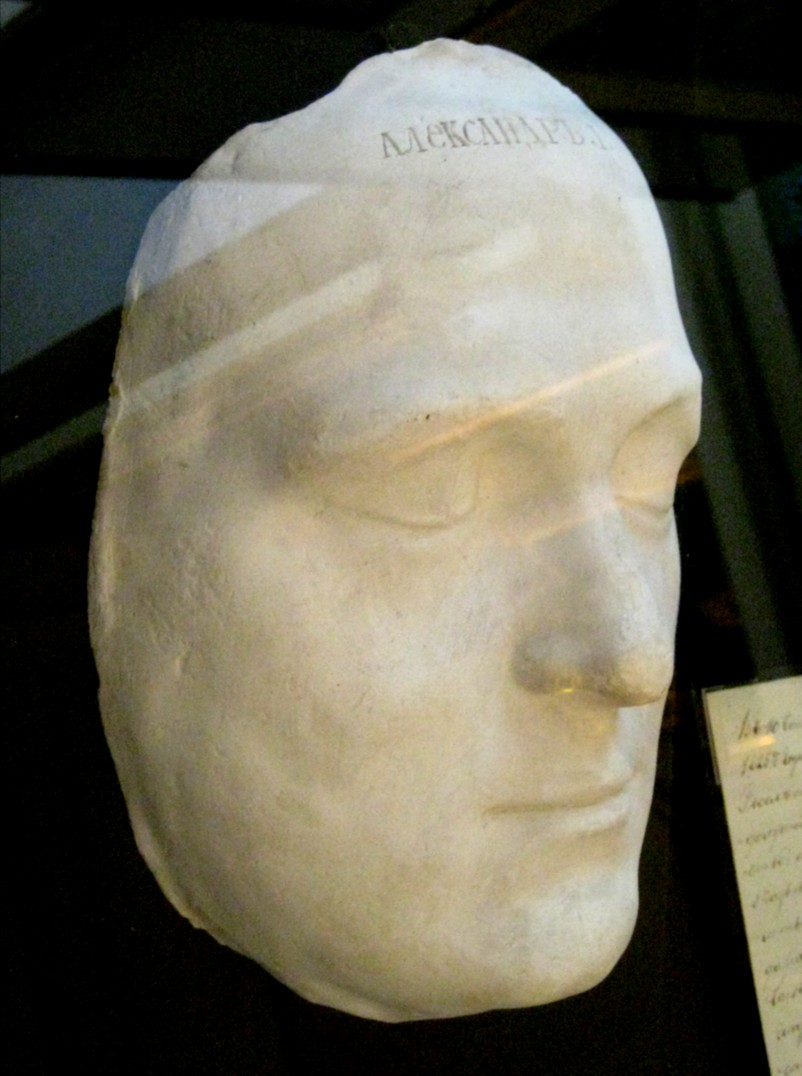
Посмертная маска Александра I

Внук лейб-медика Д. К. Тарасова, присутствовавшего при смерти Александра I и составившего «Записки моей жизни», указывал, что жена Тарасова, Елизавета Платоновна, «была убеждённой противницей легенды и при упоминании имени почтенного томского старца горячо протестовала против предполагаемой тождественности личности старца с императором Александром I; в подобных случаях старушка вела всегда своего собеседника в свою образницу и благоговейно показывала известную гравюру таганрогской катастрофы, на которой изображён в числе свиты мой дед, рыдающий у стены близ изголовья кровати царя».
Вопрос о тождестве Фёдора Кузьмича и императора Александра I исторической наукой однозначно не решён, как указал в конце 1990-х годов историк А. Н. Сахаров в своей монографии «Александр I». Впрочем, впоследствии, в 2015 году, когда президент Русского графологического общества Светлана Семёнова и ряд почерковедов заявили, что почерки Александра I и Фёдора идентичны, А. Н. Сахаров выступил в поддержку тождества этих двух лиц.
Окончательно ответить на вопрос, имел ли Фёдор Кузьмич какое-либо отношение к императору Александру, могла бы только генетическая экспертиза, возможность проведения которой в своё время не исключили специалисты Российского центра судебной экспертизы. О возможности проведения такой экспертизы высказался архиепископ Томский Ростислав (в его епархии хранятся мощи сибирского старца).

### Судьба императрицы
В середине XIX века аналогичные легенды появились и в отношении супруги Александра императрицы Елизаветы Алексеевны, умершей вслед за мужем в 1826 году. Её стали отождествлять с затворницей Сыркова монастыря Верой Молчальницей, появившейся впервые в 1834 году в окрестностях Тихвина.

## Награды Александра I
Александр I награждён многочисленными наградами Российской империи и других государств.
- Орден Святого Андрея Первозванного (20 (31) декабря 1777)[46]
- Орден Святого Александра Невского (20 (31) декабря 1777)
- Орден Святой Анны (20 (31) декабря 1777)
- Орден Святого Иоанна Иерусалимского (29 ноября (10 декабря) 1798)
- Орден Святого Георгия 4-го класса (13 (25) декабря 1805)[47][48]
- Орден Белого орла (Царство Польское, 1815)
- Орден Святого Станислава 1-й степени (Царство Польское, 1815)
- Орден Virtuti Militari 2-го класса (Царство Польское, 1815)

иностранные:
- Военный орден Марии Терезии, рыцарский крест (Австрия, 1815)
- Армейский крест 1813/14[нем.] (Австрия, 1815)
- Орден Святого Губерта (Королевство Бавария, 1813)
- Орден Верности (Великое герцогство Баден)
- Орден Подвязки (Великобритания, 28 сентября (10 октября) 1813)
- Орден Вюртембергской короны (Королевство Вюртемберг)
- Орден «За военные заслуги» (Королевство Вюртемберг)
- Орден Слона (Дания, 20 июня (2 июля) 1808)
- Орден Золотого руна (Испания, 1812)
- Военный орден Вильгельма 1-го класса (Нидерланды, 1815)
- Орден Святого Януария (Королевство Обеих Сицилий, 1814)
- Константиновский орден Святого Георгия, большой крест (Королевство Обеих Сицилий, 1815)
- Орден Святого Фердинанда и Заслуг, большой крест (Королевство Обеих Сицилий, 1815)
- Тройной орден (Португалия, 1824)
- Орден Башни и Меча, большой крест (Португалия)
- Железный крест 2-го класса (Пруссия, 1813)
- Орден Красного орла 1-го класса (Пруссия, 1813)
- Орден Чёрного орла (Пруссия, 1815)
- Медаль за кампанию 1813 года (Пруссия)
- Орден Белого сокола (Великое герцогство Саксен-Веймар-Эйзенах)
- Высший орден Святого Благовещения (Сардинское королевство, 1815)
- Орден Почётного легиона, большой крест (Франция, 25 июня (7 июля) 1807)
- Орден Кармельской Богоматери и Святого Лазаря Иерусалимского (Франция, 1814)
- Орден Святого Духа (Франция, 28 июня (10 июля) 1815)
- Орден Святого Людовика (Франция, 28 июня (10 июля) 1815)
- Орден Серафимов с цепью (Швеция, 16 (27) ноября 1799)
- Орден Меча 1-го класса (Швеция, 1815)

## Память
Как показано в современной научной литературе, источники формирования исторической памяти об Александре I многообразны (в том числе художественные и публицистические тексты, аудиовизуальные источники, сетевой контент), и образ, сформированный в массовом историческом сознании, весьма противоречив, а императора Александра даже называют «болевой точкой» российской исторической памяти.

### Названия

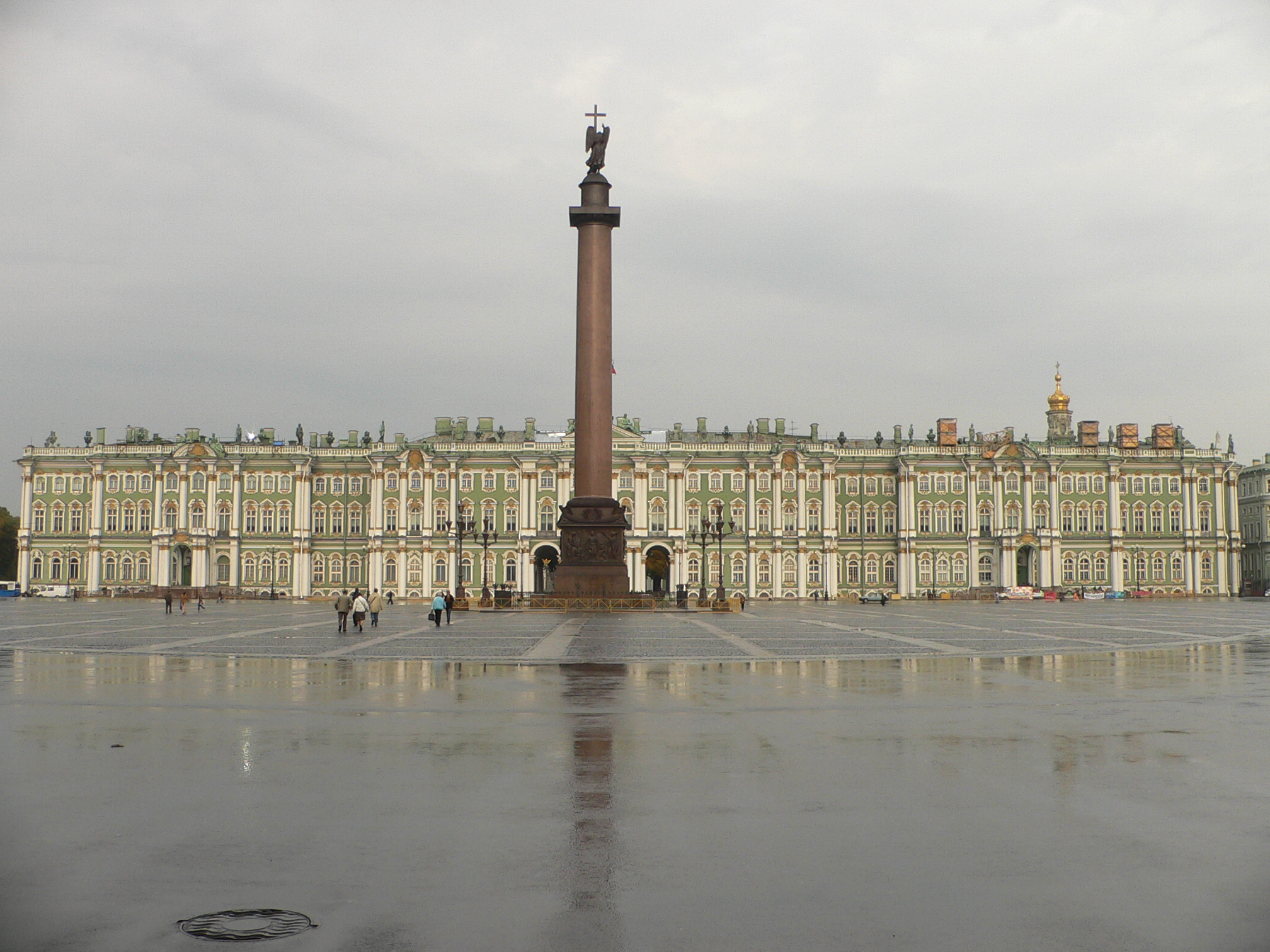
Александровская колонна перед Зимним дворцом

- Александерплац — одна из самых знаменитых площадей Берлина, до 1945 года — главная площадь города.
- Земля Александра I в Антарктиде, открытая во время его царствования в 1821 году русской кругосветной экспедицией под командованием Фаддея Беллинсгаузена.
- В Хельсинки в честь Александра I названа улица Алексантеринкату, на которой расположено здание Государственного Совета Финляндии.
- Александрия — город в Елисаветградской губернии, ныне Кировоградской области Украины.
- Александровский сад — парк в центре Москвы. Датой основания на месте реки Неглинной принято считать 1812 год. Расположен с северо-западной стороны от Кремля в районе Китай-города. Площадь сада около 10 гектаров.
- Александровский сад — центральный парк, один из старейших парков Кирова.
- Александровский парк — парк в Петроградском районе Санкт-Петербурга. Один из первых публичных парков города.
- Форт «Император Александр I» — одно из долговременных оборонительных сооружений, входивших в систему обороны Кронштадт, в дальнейшем — «Чумной». Расположен на небольшом искусственном островке к югу от острова Котлин.
- В Екатеринбурге в честь посещения города Александром I (император посетил город в 1824 году) были названы Александровский проспект (с 1919 года улица Декабристов) и Царский мост (на этой же улице через реку Исеть, с 1824 года деревянный, с 1890 года каменный, сохранился до сих пор).
- Александровская улица — названа в честь императора Александра I, часто посещавшего Ораниенбаум.
- Александровская улица — названа в честь императора Александра I, умершего в Таганроге.
- Александровская площадь — на площади установлен памятник императору, воссозданный к 300-летию Таганрога по сохранившимся в Санкт-Петербурге чертежам.
- Остров Александра как второе название острова Уруп, использовавшееся служащими Российско-американской компании с 1795 года.

### Памятники

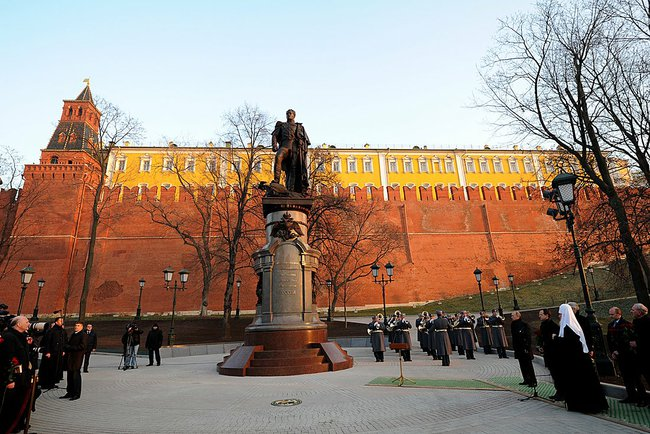
Памятник Александру I в Александровском саду

На правление Александра пришлась победоносная Отечественная война 1812 года, и многие памятники, посвящённые победе в той войне, так или иначе были связаны с Александром.
- Памятник Александру I в Таганроге (скульптор Иван Мартос, архитектор Авраам Мельников, 1831 год (восстановлен в 1998 году)[50].
- Александровская колонна (1834 год) и Александровский зал Зимнего дворца (1839 год) в Петербурге.
- Памятник в Кишинёве. Открыт в июне 1914 года и простоял до 1918 года, после чего был снят с постамента оккупационными войсками Румынии.
- Памятник-бюст в Бендерах, простоявший до румынской оккупации в 1918 году.
- Памятник Императору Всероссийскому Александру I и Кронпринцу Швеции Карлу XIV Юхану (посвящается исторической встрече в августе 1812 года), Турку, Финляндия, (2012 год; скульптор Андрей Ковальчук)[51].
- У стен Московского Кремля, в Александровском саду, 20 ноября 2014 года был открыт памятник императору Александру I, в церемонии участвовали Президент России Владимир Путин и патриарх Московский и всея Руси Кирилл.
- Бронзовый бюст в Хельсинки на Сенатской площади, с наружной стороны здания университетской библиотеки[52].
- Бронзовый бюст на территории Николо-Берлюковского мужского монастыря в селе Авдотьино, Московской области (торжественно открыт 28 сентября 2012 года; скульптор А. А. Аполлонов).
- Имперская колонна в честь императора Александра I в усадьбе Архангельское.
- Колонна двух императоров в выборгском парке Монрепо (1804 год).
- Мраморная стела 1851 года, увенчанная двуглавым позолоченным орлом, в Евпатории, на территории караимского храмового комплекса[53].
- Памятник-бюст в селе Паниковец Липецкой области[54].
- Памятник в усадьбе графа Аракчеева в Грузино. Уничтожен во время ВОВ и ныне от него остался лишь кусок постамента.
- Памятник-бюст на территории Тульского кадетского корпуса спасателей[55].
- Бюст в Теплице (Чехия) открыт в 2013 году рядом с главным зданием санатория «Лазне Теплице Чехии», скульптор Владимир Суровцев.
- Памятник-бюст в Омске в сквере у Омского кадетского военного корпуса. Открыт 8 сентября 2018 года[56][57].
- Бюст в Казани у главного корпуса Казанского федерального университета открыт 22 ноября 2024 года[58].
- Бронзовый бюст на гранитном постаменте был открыт 6 декабря 2024 года на площади перед храмом-памятником на Крови в Екатеринбурге (скульптор Анастасия Андреевна Клыкова).

### В фалеристике
- Нагрудный знак «Вензелевое изображение имени Александра I»

### В нумизматике
- Золотые монеты Царства Польского#Монеты с изображением Александра I: двадцать пять и пятьдесят злотых
- 3 сентября 1991 года Государственный банк СССР выпустил 150 рублёвую платиновую памятную монету посвящённую «500-летие единого русского государства: Отечественная война 1812 года», на которой изображён Александр I.
- В 2012 году Центральным банком Российской Федерации была выпущена монета (2 рубля, сталь с никелевым гальваническим покрытием) из серии «Полководцы и герои Отечественной войны 1812 года» с изображением на реверсе портрета императора Александра I.
- В 2012 году Центральным банком Российской Федерации была выпущена памятная монета Банка России «200-летие победы России в Отечественной войне 1812 года». 25 000 рублей, золото, на реверсе которой, на одном из барельефов, изображён Александр I.

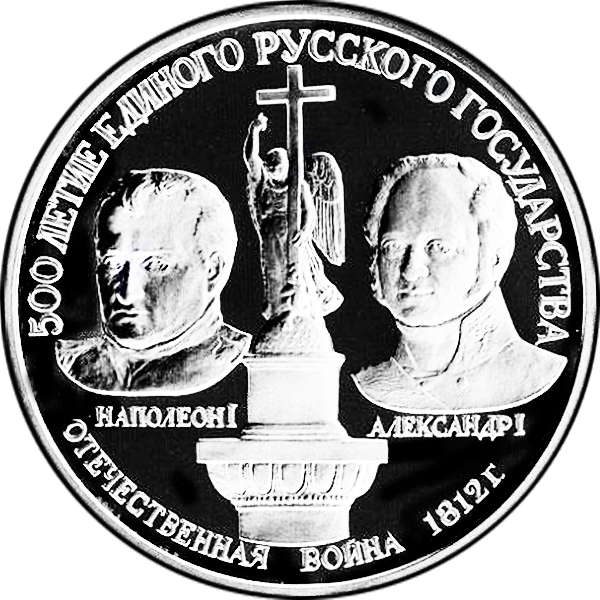
Монета «500-летие единого русского государства. Отечественная война 1812 года», 150 рублей, 1991, платина 999, реверс.
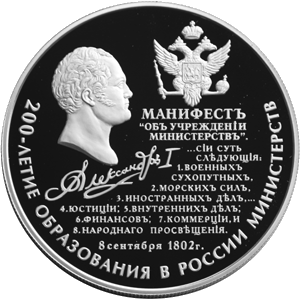
Монета Банка России номиналом 25 рублей (2002).
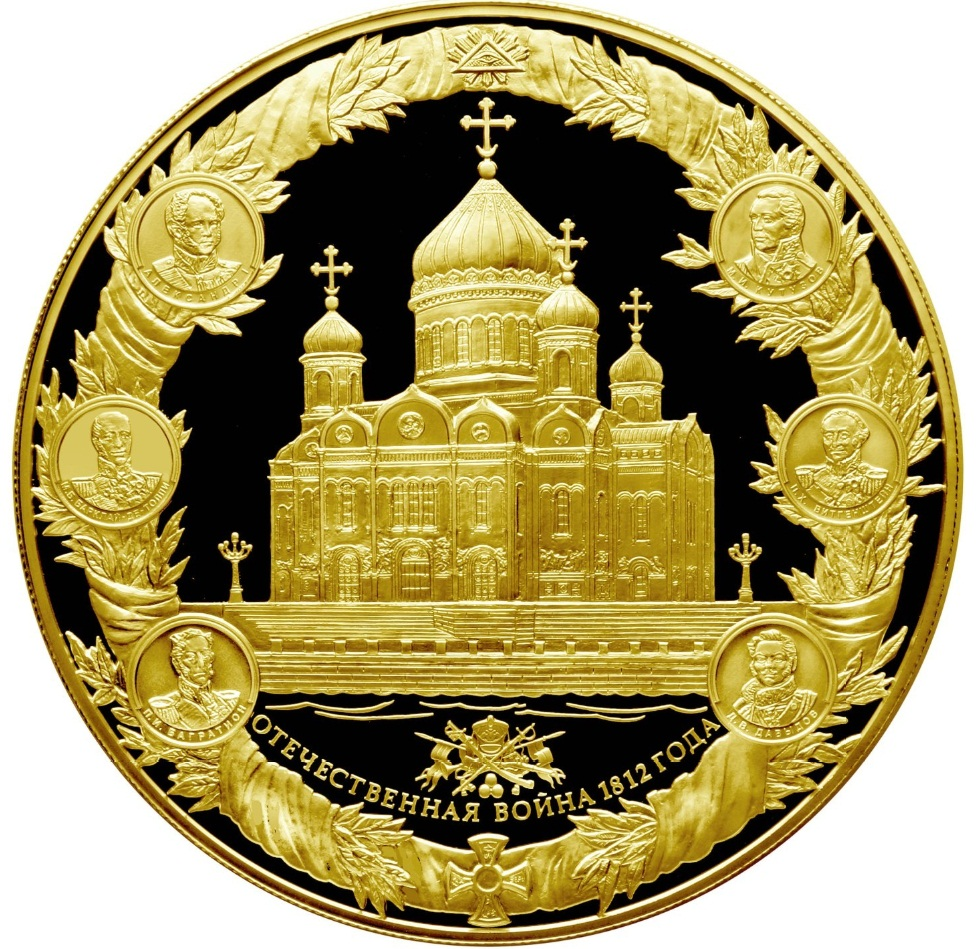
Золотая монета 2012 года номиналом 25000 рублей, на барельефе которой Александр I.
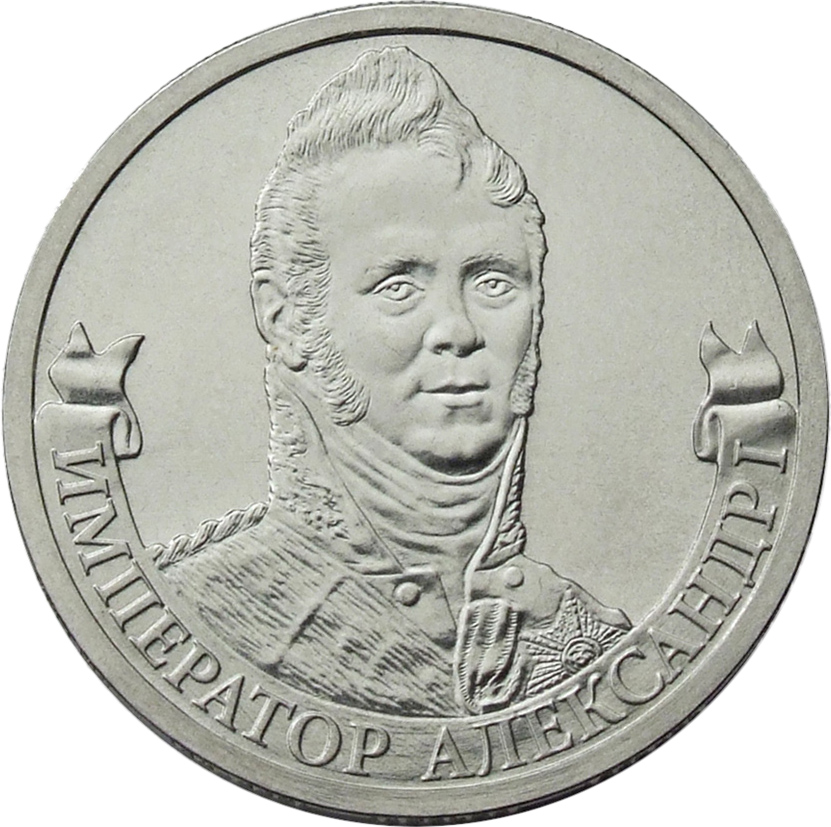
Монета с Александром I номиналом 2 рубля (2012).

### В филателии
- Марка Российской империи, 1915 год, 20 копеек, Александр I.
- Почта России, 2002. Выпустила серию марок, посвящённую Истории Российского государства. Александр I (1777—1825).
- Почта России, 2020. Выпустила марку «Браслет с портретным алмазом», где изображён Александр I.

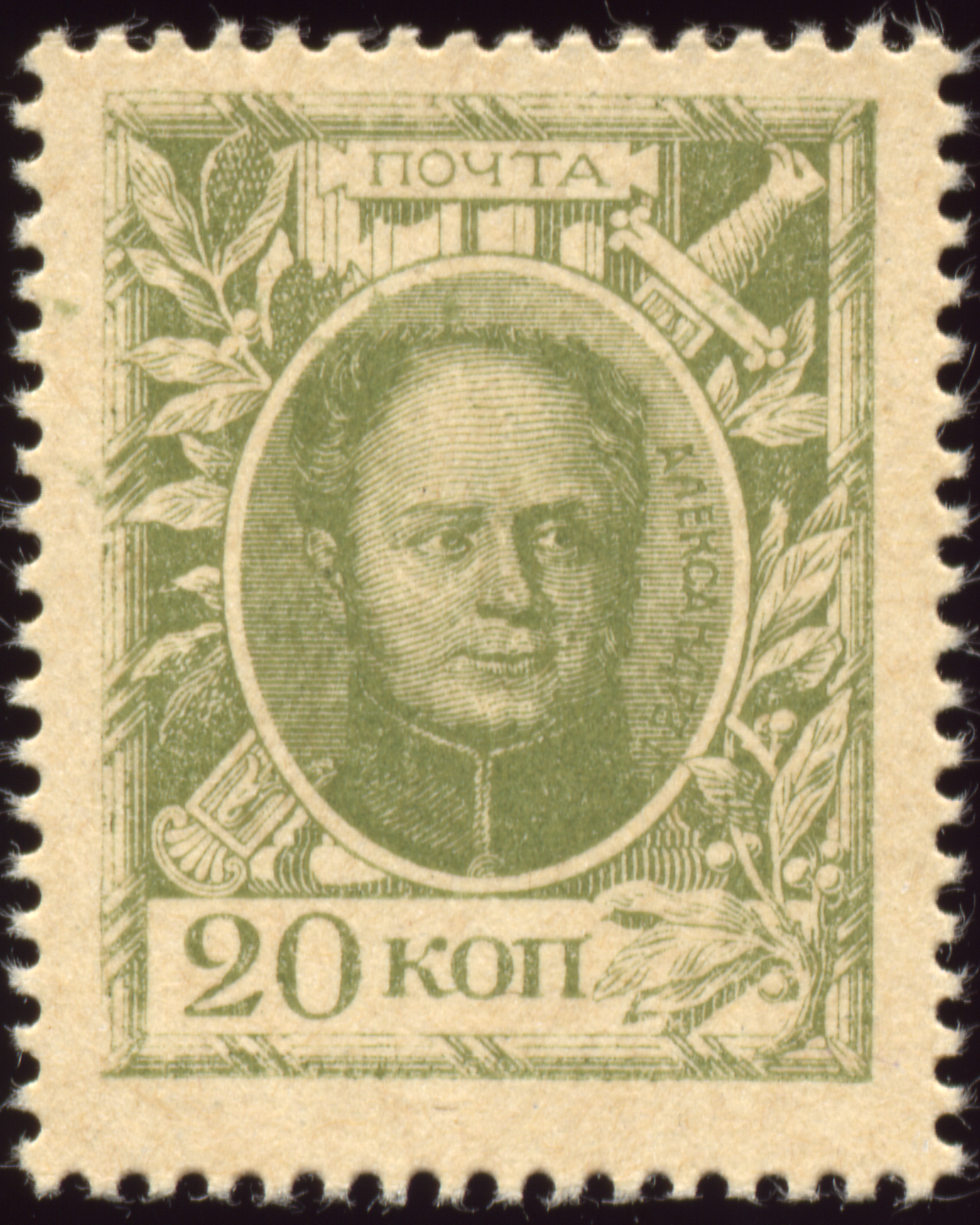
Марка Российской империи, 1915 год, 20 копеек, Александр I.
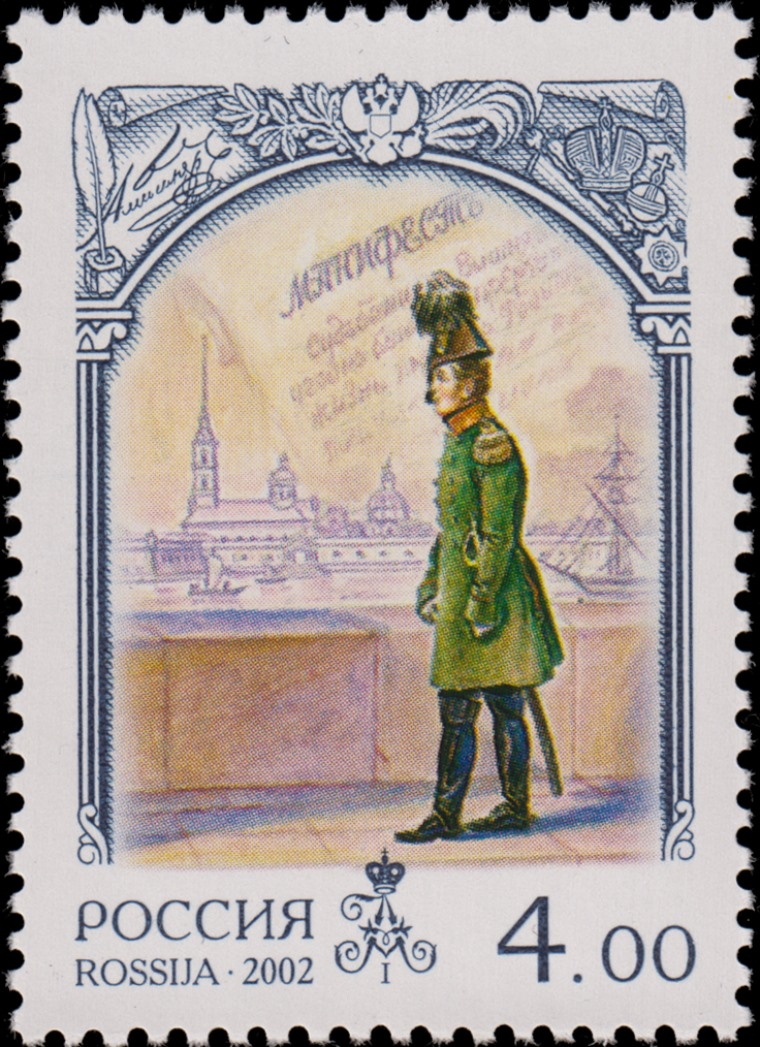
Почта России, 2002. Александр I (Манифест).
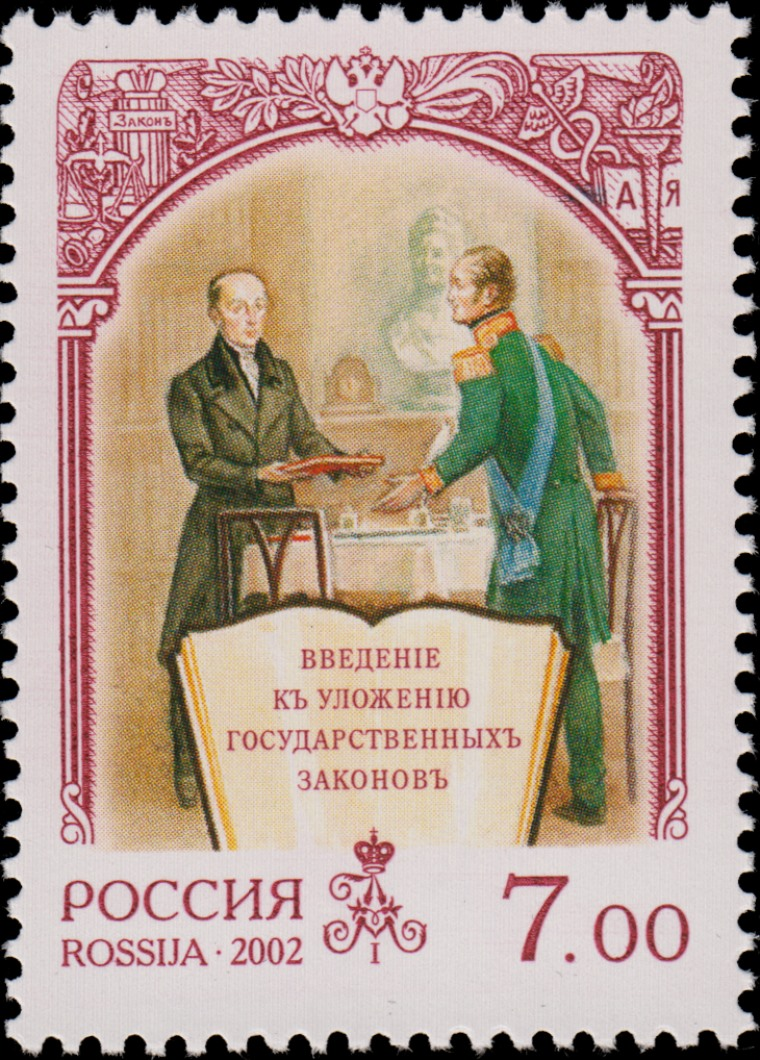
Почта России, 2002. (Введение к Уложению государственных законов).
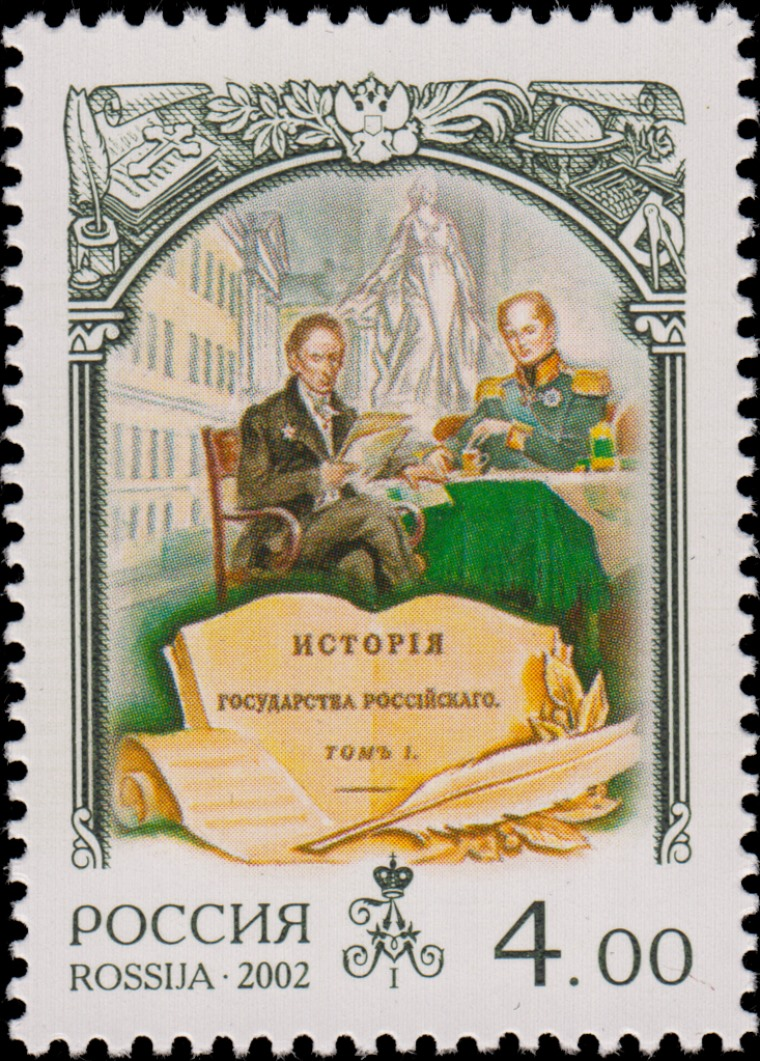
Почта России, 2002. (Приём в Царском Селе).
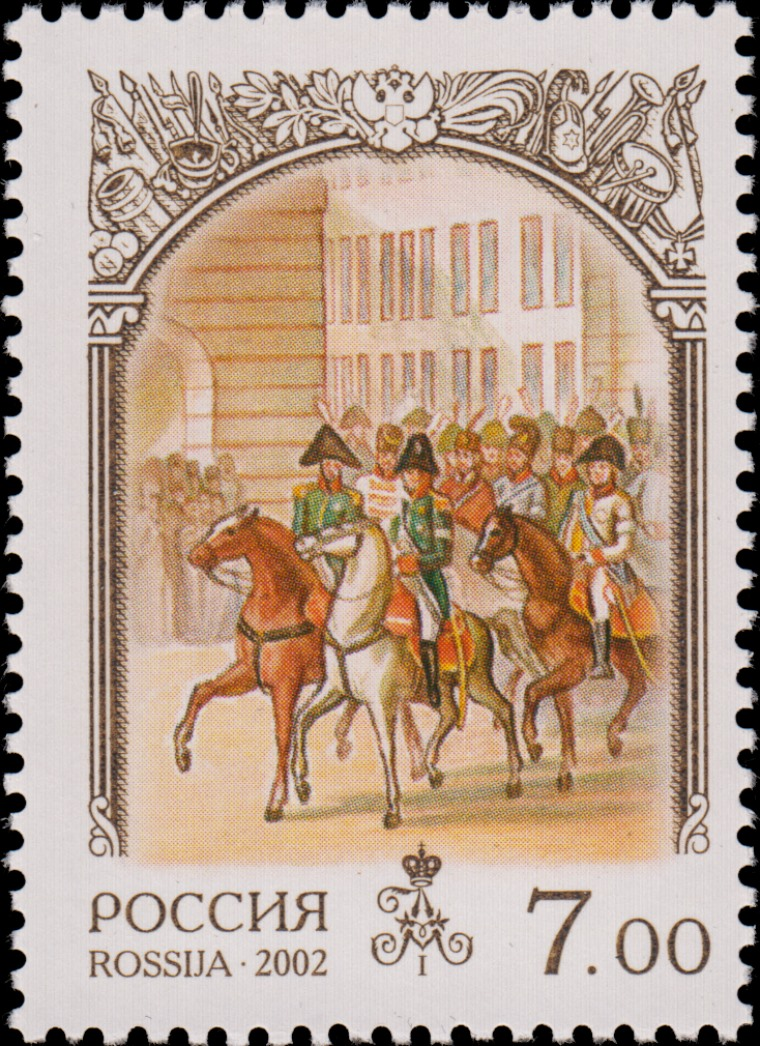
Почта России, 2002. (Русские войска в Париже).
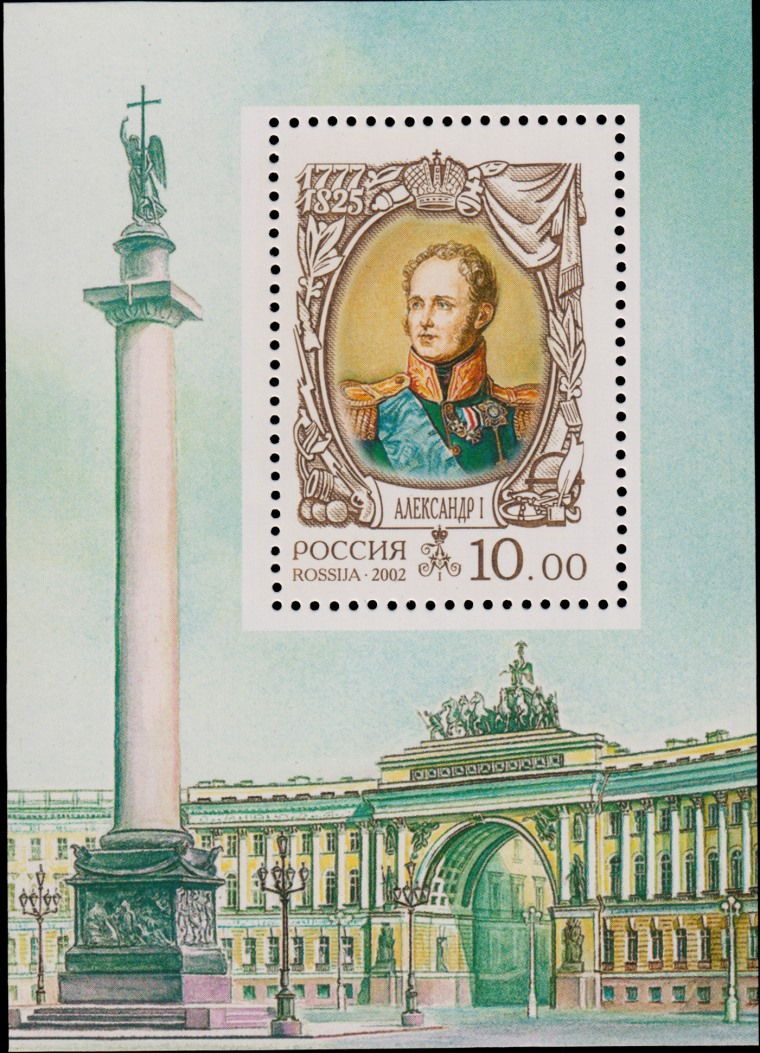
Почта России, 2002. (Портрет Александра I и колонна).
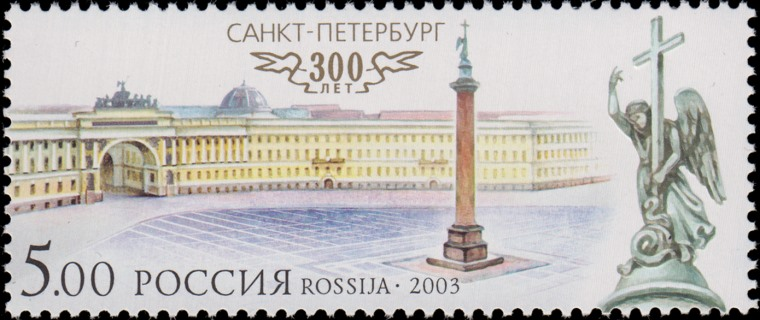
Почта России, 2003. (300 лет Санкт-Петербургу с Александровской колонной)
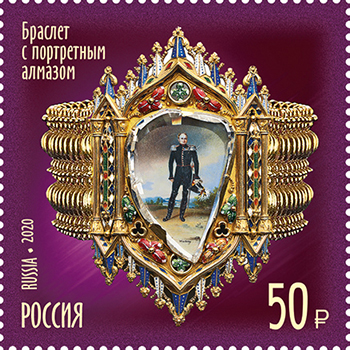
Почта России, 2020. (Браслет с портретным алмазом (с картины 1826 года)).

### Учебные учреждения
- Петербургский государственный университет путей сообщения Императора Александра I
- Колледж «Императорский Александровский лицей»[59].

## Образ в искусстве

### В литературе
- Александр Пушкин, «На Александра I»:

Воспитанный под барабаном,

Наш царь лихим был капитаном:

Под Австерлицем он бежал,

В двенадцатом году дрожал…
- Александр Пушкин, «Евгений Онегин»:

Властитель слабый и лукавый,

Плешивый щёголь, враг труда,

Нечаянно пригретый славой,

Над нами царствовал тогда.
- Лев Толстой. Роман «Война и мир».
- Дмитрий Мережковский. Роман «Александр I»
- Марк Алданов. Повесть «Могила воина».

### В музыке
- Концерт для фортепиано с оркестром № 1 op. 61 Фридриха Калькбреннера написан к 10-летию поражения Наполеона I Бонапарта в русской кампании и Битве народов и посвящён «Александру I, Императору Всероссийскому».

### В кино
- Владимир Максимов («Декабристы», СССР, 1926).
- Нил Хэмилтон («Патриот», США, 1928).
- Вилли Фрич («Конгресс танцует», Германия, 1931).
- Георгий Кранерт («Юность поэта» СССР, 1936).
- Н. Тимченко («Кутузов», СССР, 1943).
- Михаил Названов («Корабли штурмуют бастионы», СССР, 1953).
- Бернхард Викки («Королева Луиза / Königin Luise», 1957).
- Жан-Клод Паскаль («Прекрасная лгунья», Франция — ФРГ, 1959).
- Тим Пирс («Война и мир» (телевизионный, Великобритания, 1963).
- Курд Юргенс («Der Kongreß amüsiert sich», 1966).
- Виктор Мурганов («Война и мир», СССР, 1967; «Багратион», СССР, 1985).
- Дональд Дуглас («Война и мир», Великобритания, 1972).
- Борис Дубенский («Звезда пленительного счастья», СССР, 1975).
- Андрей Толубеев («Россия», Великобритания, 1986; «То мужчина, то женщина», СССР, 1989).
- Леонид Куравлёв («Левша», СССР, 1986).
- Александр Домогаров («Асса», СССР, 1987).
- Борис Плотников («Графиня Шереметева», Россия, 1994).
- Василий Лановой — «Незримый путешественник» (1998).
- Тоби Стивенс — «Наполеон» (2002).
- Владимир Симонов — «Северный сфинкс» (2003), «Одна любовь души моей» (2007).
- Алексей Барабаш — «Бедный, бедный Павел» (2003), «Василиса» (2013).
- Александр Ефимов — «Адъютанты любви» (2005).
- Игорь Костолевский — «Война и мир» (2007).
- Илья Шакунов — «Судьба повелителя» (Азербайджан, 2008).
- Дмитрий Исаев — «1812: Уланская баллада» (2012).
- Бен Ллойд-Хьюз[англ.] — «Война и мир» (2016).
- Максим Виноградов — «Главный грек Российской империи» (документальный, 2018).
- Виталий Кищенко — «Союз спасения» (2019), «Союз Спасения. Время гнева» (2022).
- Феликс Джемисон — «Екатерина Великая» (2019).
- Эдуард Филиппона — «Наполеон» (США, 2023).
- Евгений Романцов — «Александр I» (Россия, 2025).